# Guiscard
Guiscard est une commune française située dans le département de l'Oise, en région Hauts-de-France.

## Géographie

### Description

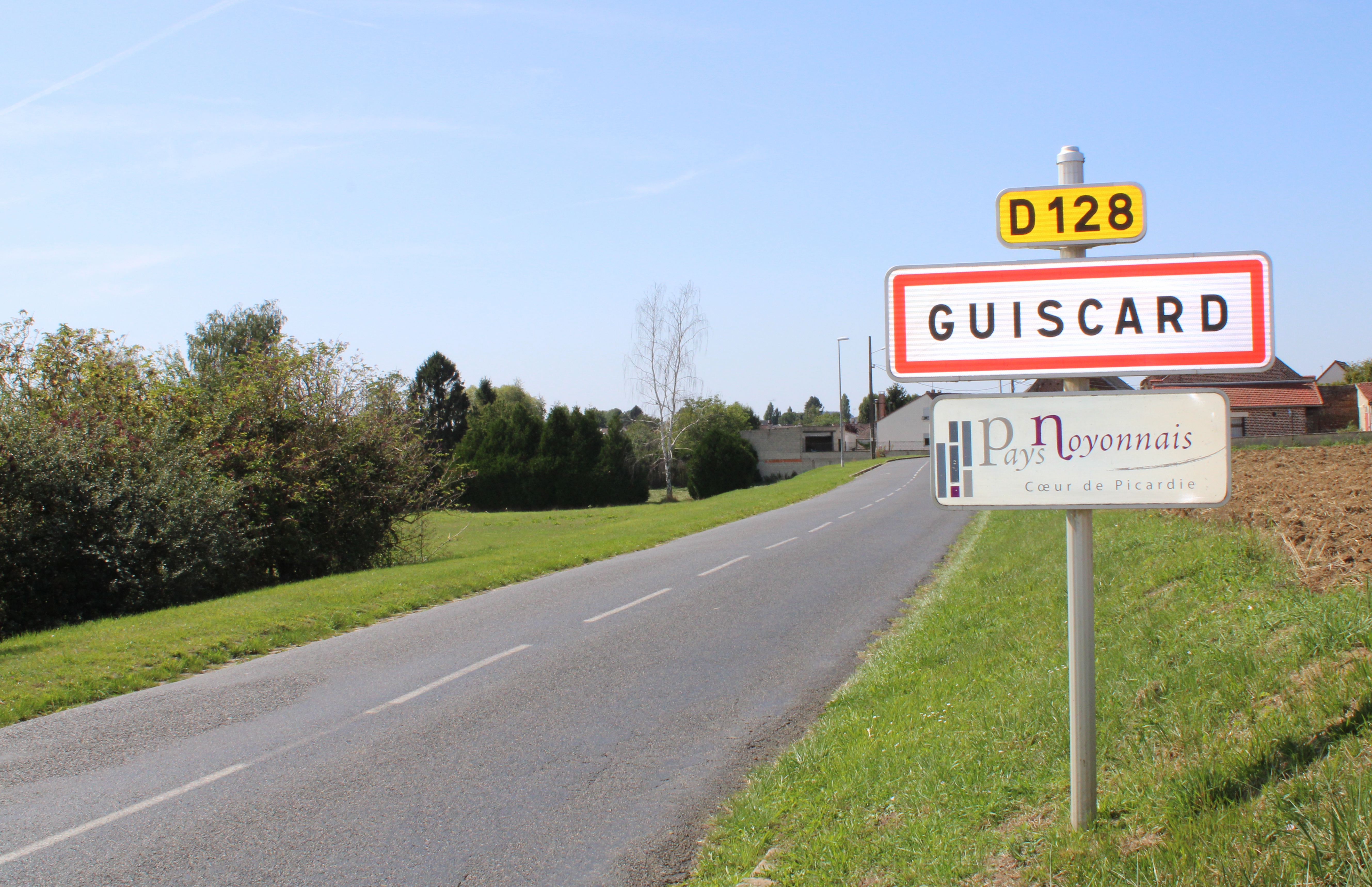
Entrée du bourg.

Guiscard est un bourg périurbain picard du Noyonnais dans l'Oise et limitrophe de la Somme comme de l'Aisne, situé à 9 km à vol d'oiseau au nord-est de Noyon, 19 km de Roye, 10 km au sud de Ham, 13 km au nord-ouest de Chauny et 37 km au nord-ouest de Soissons.
Il est desservi par l'ancienne RN 32 (actuelle RD 932), et traversé par le sentier de grande randonnée GR 655, dit Via Turonensis, ainsi que du GR 655 GRP du Tour du Noyonnais.
Louis Graves décrivait en 1850 le territoire de la commune comme « traversé de l'est à l'ouest par les petits ruisseaux qui se réunissent au-dessous du bourg pour former la Verse; il présente au nord et au midi des coteaux ondulés, qui rendent très-inégale sa superficie considérée en général : les coteaux septentrionaux sont boisés; le reste du sol est en prairies ou terres labourables. Le chef-lieu est au centre du territoire, sur les deux côtés de la rivière. Il est formé de deux rues principales se croisant à angle droit, traversées par la grande route de Paris à Saint-Quentin, et par l'ancienne route de Nesle à Chauny. Ces deux rues et quelques autres sont pavées. Le bourg est assez bien bâti, ce qu'on doit attribuer aux nouvelles reconstructions nécessitées, par les incendies, qui, à diverses reprises, ont détruit une grande partie des habitations ».

### Communes limitrophes
Les communes limitrophes sont  Beaugies-sous-Bois, Berlancourt, Crisolles, Esmery-Hallon, Flavy-le-Meldeux, Fréniches, Guivry, Le Plessis-Patte-d'Oie, Maucourt, Muirancourt, Quesmy et Villeselve.

### Hydrographie

#### Réseau hydrographique

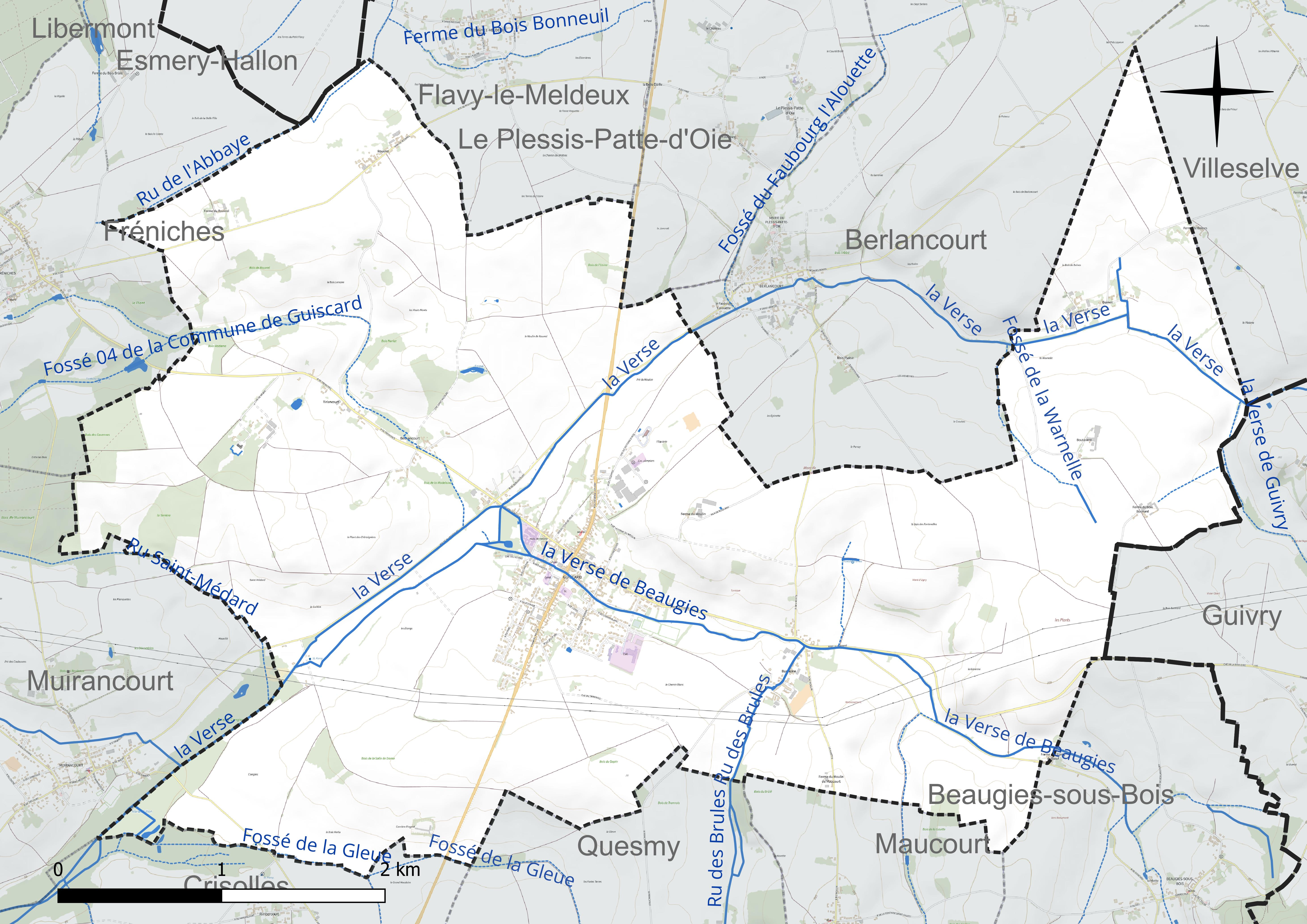
Réseau hydrographique de Guiscard.

La commune est traversée par la ligne de partage des eaux entre les bassins hydrographiques Artois-Picardie et Seine-Normandie. Elle est drainée par la Verse, la Verse de Beaugies, la Verse de Guivry, le cours d'eau 05 de la commune de Guiscard, le fossé 01 de la commune de Maucourt, le fossé 04 de la commune de Guiscard, le Fossé de la Gleue, le fossé de la Warnelle, le ru de l'abbaye, le ru des Brules, le ru Saint-Médard et un autre petit cours d'eau.
La Verse, d'une longueur de 23 km, prend sa source dans la commune de Ugny-le-Gay et se jette dans l'Oise (rive gauche) à Sempigny, après avoir traversé 15 communes. La verse est un sous-affluent de la Seine par l'Oise.
Afin de lutter contre les inondations, telle celle de 2007, la Verse, qui avait été busée et enterrée, est remise à ciel ouvert en 2018/2019,.

La Verse de Guivry
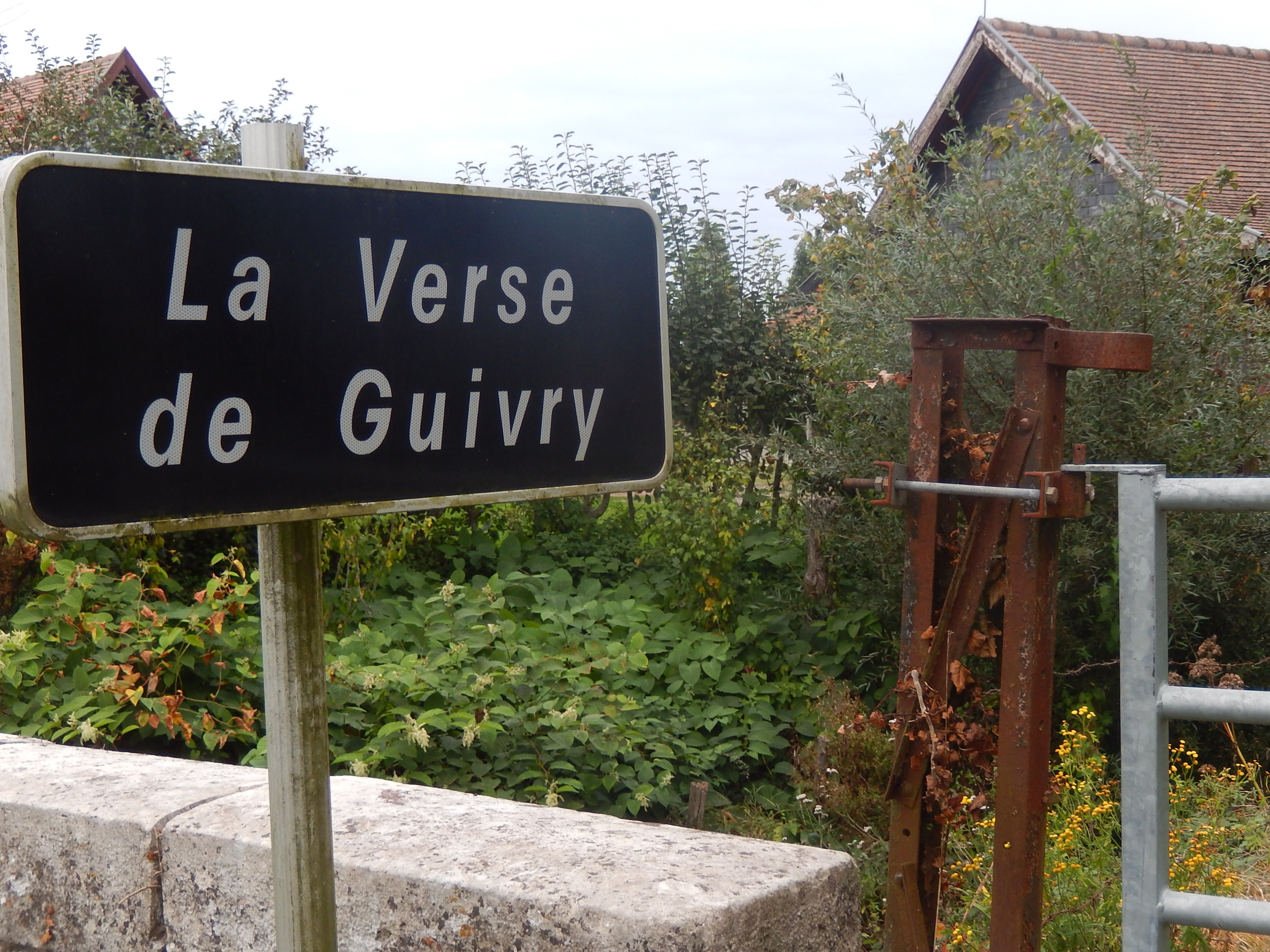
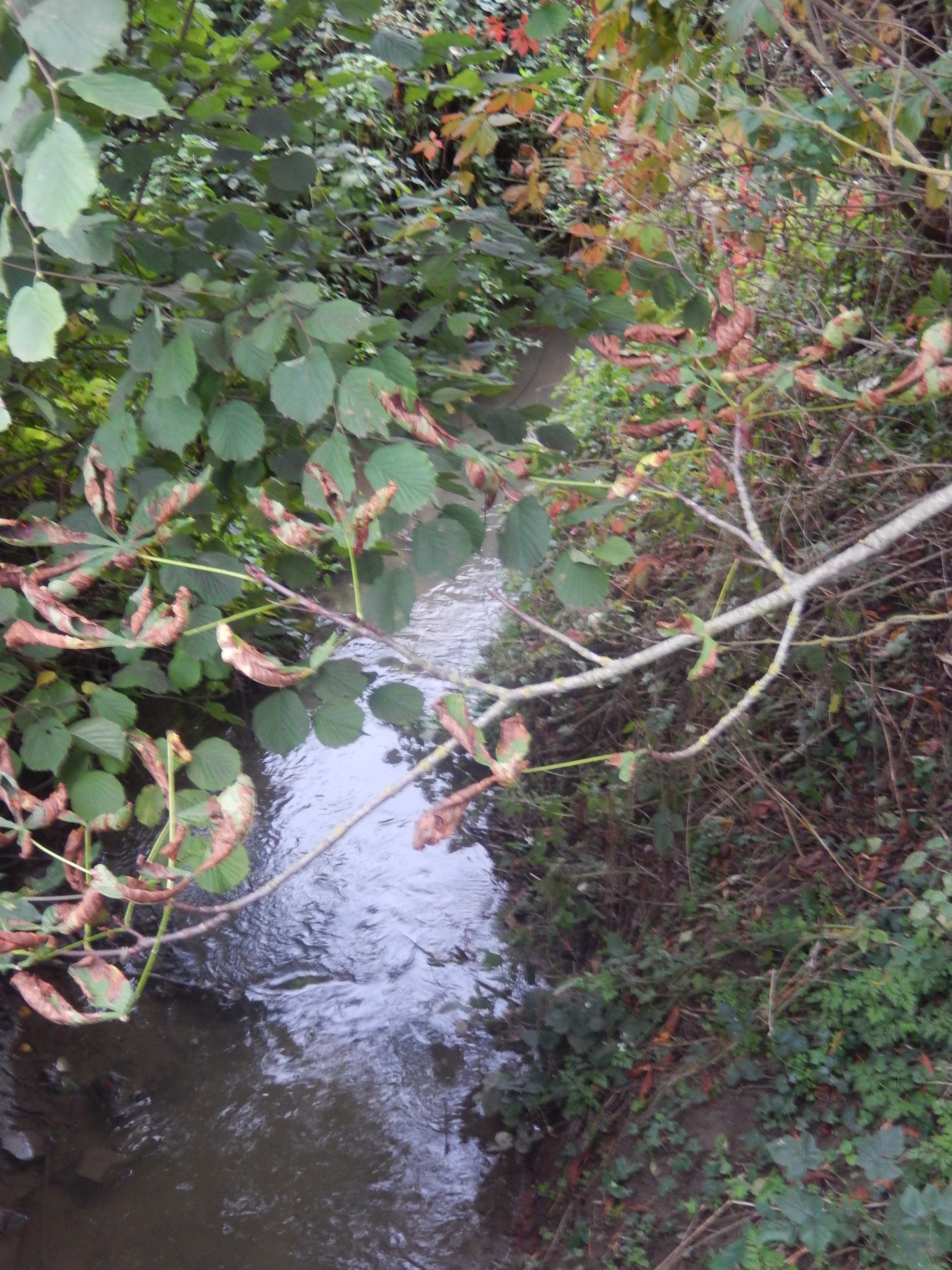
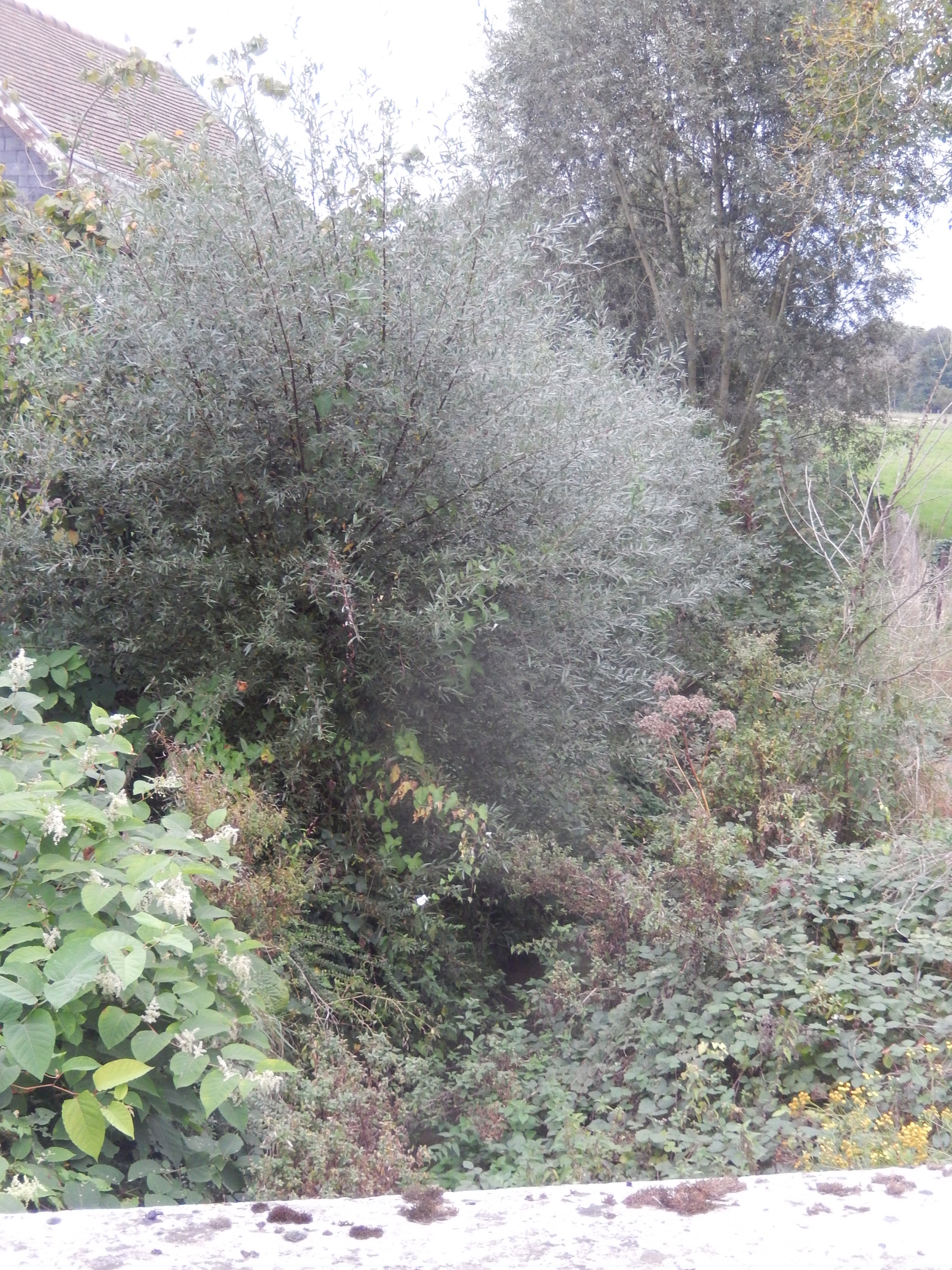

#### Gestion et qualité des eaux
Le territoire communal est couvert par le schéma d'aménagement et de gestion des eaux (SAGE) « Sensée ». Ce document de planification concerne un territoire de 1 013 km2 de superficie, délimité par le bassin versant de l'Oise moyenne. Le périmètre a été arrêté le 24 avril 2017 et le SAGE est, en 2024, encore en élaboration. La structure porteuse de l'élaboration et de la mise en œuvre est le syndicat mixte du SAGE Oise-Moyenne (SMOM).
La qualité des cours d'eau peut être consultée sur un site dédié géré par les agences de l'eau et l'Agence française pour la biodiversité.

### Climat
Pour des articles plus généraux, voir Climat des Hauts-de-France et Climat de l'Oise.
En 2010, le climat de la commune est de type climat océanique dégradé des plaines du Centre et du Nord, selon une étude du CNRS s'appuyant sur une série de données couvrant la période 1971-2000. En 2020, Météo-France publie une typologie des climats de la France métropolitaine dans laquelle la commune est exposée à un climat océanique et est dans la région climatique Nord-est du bassin Parisien, caractérisée par un ensoleillement médiocre, une pluviométrie moyenne régulièrement répartie au cours de l'année et un hiver froid (3 °C).
Pour la période 1971-2000, la température annuelle moyenne est de 10,5 °C, avec une amplitude thermique annuelle de 14,9 °C. Le cumul annuel moyen de précipitations est de 713 mm, avec 11,6 jours de précipitations en janvier et 8,7 jours en juillet. Pour la période 1991-2020, la température moyenne annuelle observée sur la station météorologique la plus proche, située sur la commune de Chauny à 13 km à vol d'oiseau, est de 11,1 °C et le cumul annuel moyen de précipitations est de 709,9 mm,. Pour l'avenir, les paramètres climatiques de la commune estimés pour 2050 selon différents scénarios d'émission de gaz à effet de serre sont consultables sur un site dédié publié par Météo-France en novembre 2022.

## Urbanisme

### Typologie
Au 1er janvier 2024, Guiscard est catégorisée bourg rural, selon la nouvelle grille communale de densité à sept niveaux définie par l'Insee en 2022.
Elle est située hors unité urbaine. Par ailleurs la commune fait partie de l'aire d'attraction de Noyon, dont elle est une commune de la couronne,. Cette aire, qui regroupe 38 communes, est catégorisée dans les aires de moins de 50 000 habitants,.

### Occupation des sols

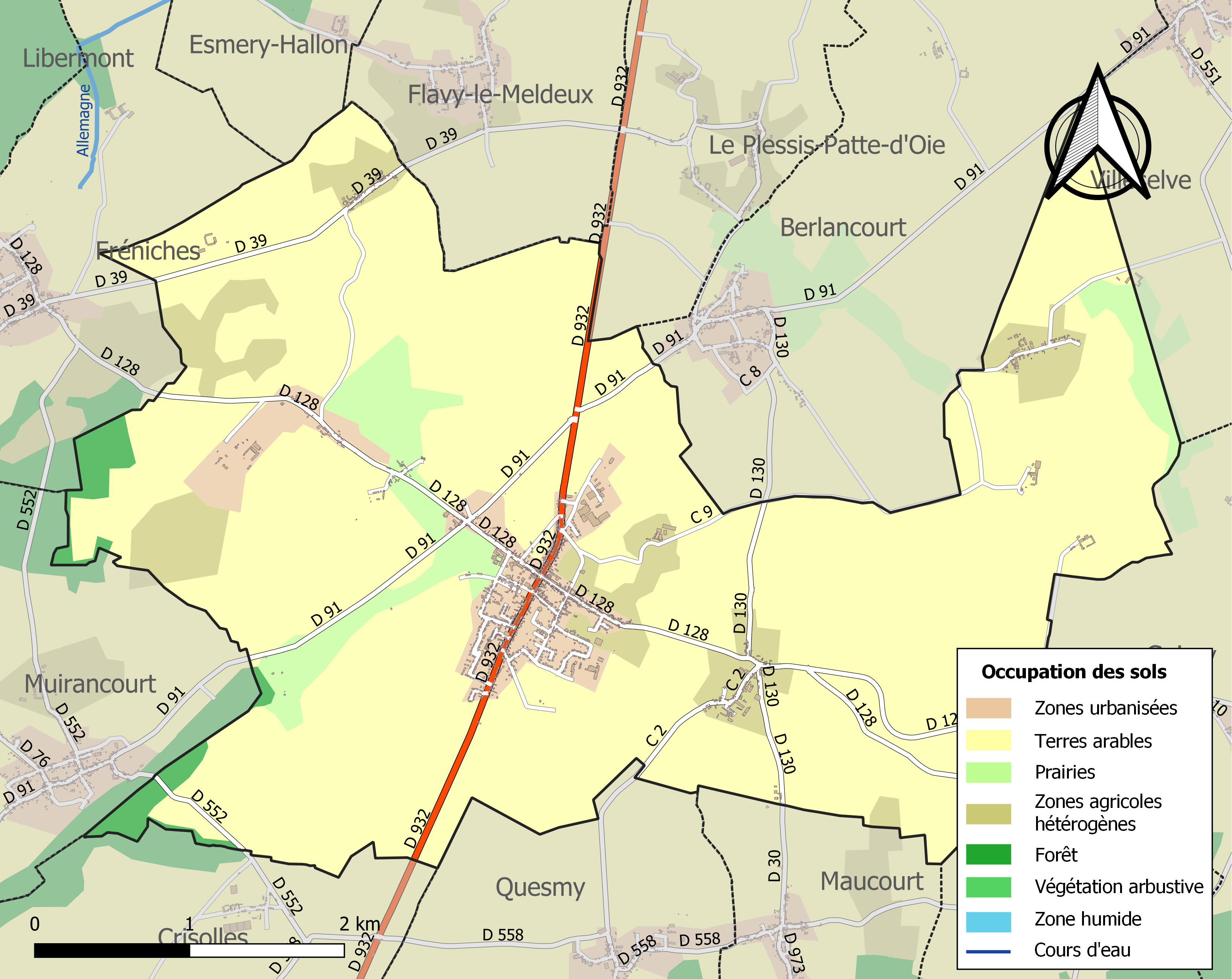
Carte des infrastructures et de l'occupation des sols de la commune en 2018 (CLC).

L'occupation des sols de la commune, telle qu'elle ressort de la base de données européenne d'occupation biophysique des sols Corine Land Cover (CLC), est marquée par l'importance des territoires agricoles (92,6 % en 2018), en diminution par rapport à 1990 (93,9 %). La répartition détaillée en 2018 est la suivante : 
terres arables (79,6 %), zones agricoles hétérogènes (7,8 %), zones urbanisées (5,9 %), prairies (5,1 %), forêts (1,5 %). L'évolution de l'occupation des sols de la commune et de ses infrastructures peut être observée sur les différentes représentations cartographiques du territoire : la carte de Cassini (XVIIIe siècle), la carte d'état-major (1820-1866) et les cartes ou photos aériennes de l'IGN pour la période actuelle (1950 à aujourd'hui).

### Quartiers, hameaux, lieux-dits et écarts
- Buchoire, hameau situé à l'est.
- Tirlancourt-Béthancourt, hameau situé à l'ouest.
- Rouvrel, hameau situé à l'ouest.

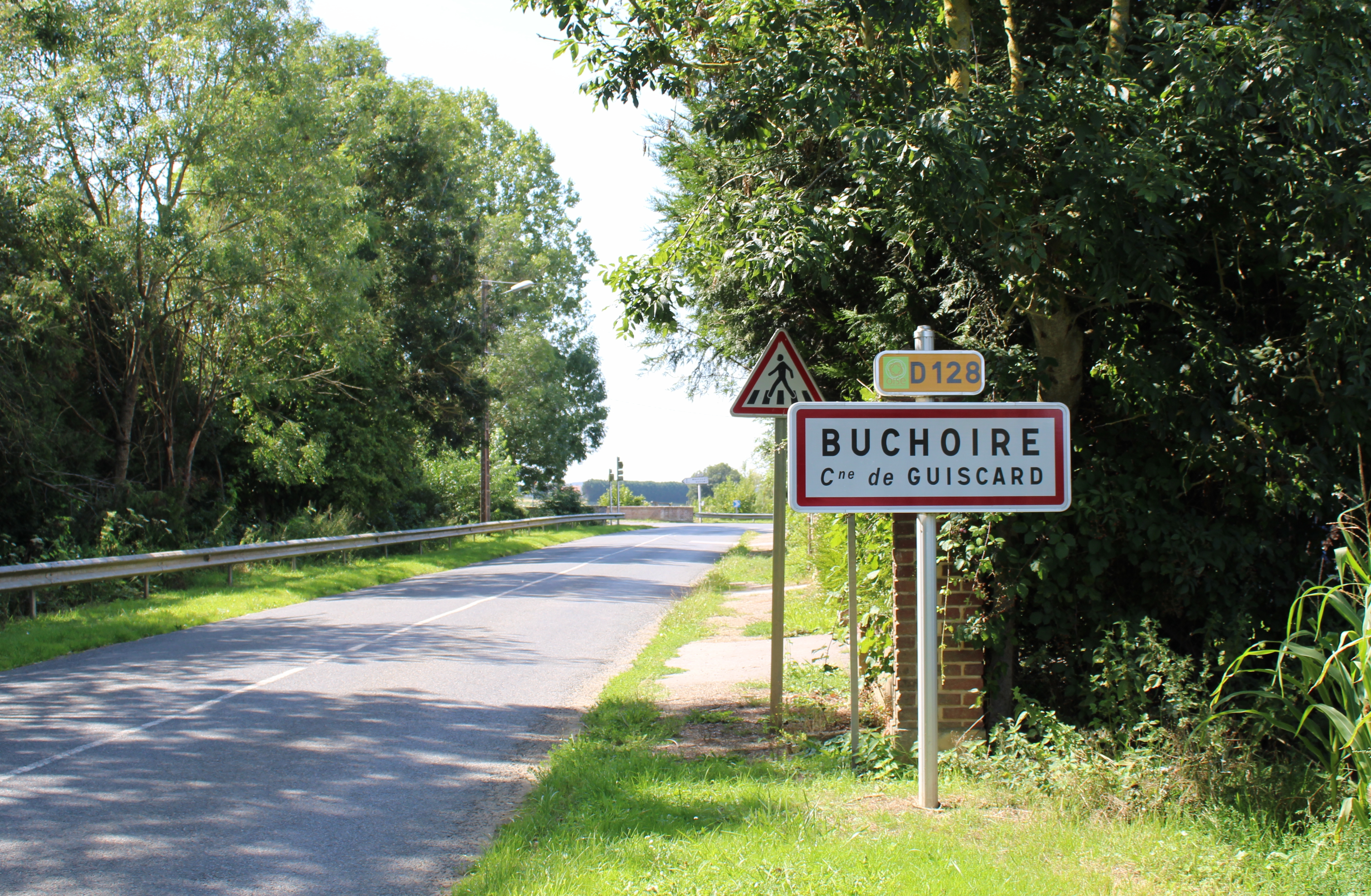
Entrée de Buchoire.
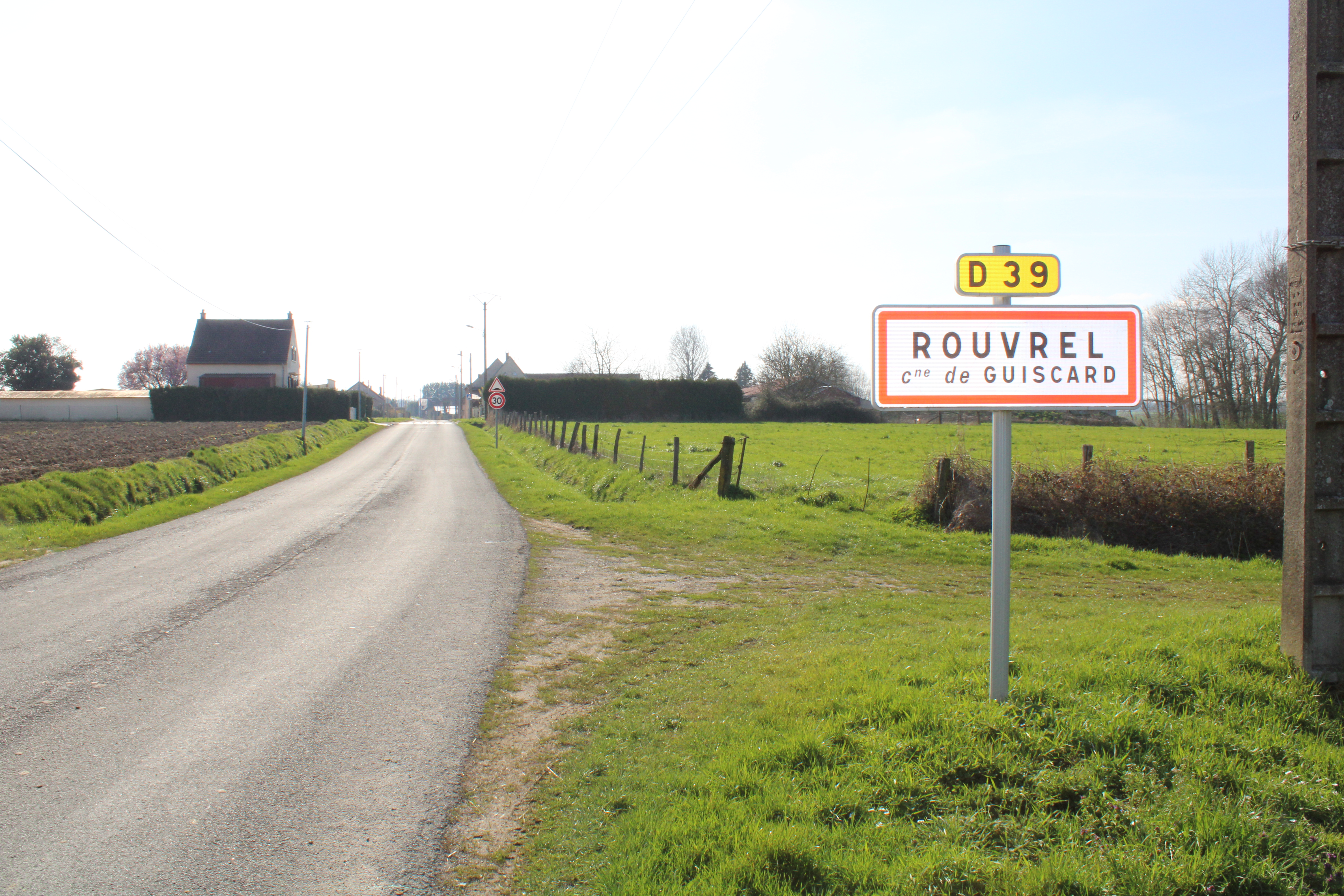
Entrée de Rouvrel.

### Habitat et logement
En 2018, le nombre total de logements dans la commune était de 800, alors qu'il était de 754 en 2013 et de 744 en 2008.
Parmi ces logements, 85,4 % étaient des résidences principales, 2,5 % des résidences secondaires et 12,1 % des logements vacants. Ces logements étaient pour 82,9 % d'entre eux des maisons individuelles et pour 16,9 % des appartements.
Le tableau ci-dessous présente la typologie des logements à Guiscard en 2018 en comparaison avec celle de l'Oise et de la France entière. Une caractéristique marquante du parc de logements est ainsi une proportion de résidences secondaires et logements occasionnels (2,5 %) égale à celle du département (2,5 %) et inférieure  à celle de la France entière (9,7 %). Concernant le statut d'occupation de ces logements, 59,3 % des habitants de la commune sont propriétaires de leur logement (59,2 % en 2013), contre 61,4 % pour l'Oise et 57,5 % pour la France entière.
| Typologie                                               | Guiscard | Oise | France entière |
| ------------------------------------------------------- | -------- | ---- | -------------- |
| Résidences principales (en %)                           | 85,4     | 90,4 | 82,1           |
| Résidences secondaires et logements occasionnels (en %) | 2,5      | 2,5  | 9,7            |
| Logements vacants (en %)                                | 12,1     | 7,1  | 8,2            |

### Voies de communication et transports
La commune est desservie, en 2023, par les lignes 677, 678, 6308 et 6333 du réseau interurbain de l'Oise.

### Energie
Un projet de création de parc éolien, composé de cinq aérogénérateurs, de 80 m de hauteur de mât et de 126,5 m de hauteur en bout de pâles, est envisagé depuis 2013 au hameau de Buchoire et fait l'objet d'un permis de construire délivré par le préfet de l'Oise en janvier 2022, malgré l'opposition de communes voisines et de leurs habitants, notamment de la conurbation de  Chauny-Tergnier-La Fère, proche de l'implantation retenue. La réalisation  de projet permettrait la production de 10,25 MW/h d'énergie électrique.

## Toponymie
Le nom primaire de la localité est attesté sous les formes Maigni vers 970 ; Magniacum en 988 ; Magny en 1641, le duc Simon de Magny (1142-1188) possédant ce fief. Puis sous la forme Guiscard (1705), le lieutenant général Louis de Guiscard, fils du sous-gouverneur de Louis XIV achète le domaine en 1699. Il obtient l'érection de sa terre en marquisat en 1705 et, quelques années plus tard, le village prend le nom de Magny-Guiscard en 1757 ; Magny-Guiscard en 1787 puis finalement Guiscard,. La localité porte le nom de Guiscard depuis 1791.

## Histoire

### Moyen Âge
Louis Graves indique « Guiscard est un des lieux anciens du Vermandois ; son église était au nombre dee celles qui  furent données vers 988 au chapitre de la cathédrale de Noyon par l'évêque Lyndulphe, donations confirmées par le pape Jean XV. Ce lieu s'appelait alors Maigni ; la terre en était considérable : il fut possédé par des seigneurs, qui en prirent le nom jusqu'au treizième siècle. Il passa successivement ensuite aux maisons de Marteville, d'Hangest, de Gouffier-Bonnivet, d'Ongnies, d'Ailly, de Chaulnes ».

### Temps modernes
Possession au XIVe siècle de la famille de Hangest, Magny passe aux Gouffier par le mariage en 1499 d'Hélène de Hangest, dame de Magny, avec Artus Gouffier, duc de Roannais, seigneur de Boisy, pair de France, grand-maître de France, gouverneur du Dauphiné, Bailli du Vermandois, qui fait construire le château d'Oiron. En 1561, leur fils, Claude Gouffier, vend Magny à Louis d'Ongnies, surintendant des finances sous le Roi Charles IX, qui est fait comte de Chaulnes en 1563.
Au milieu du XVIIe siècle, sa descendante Charlotte d'Ailly, alors veuve du maréchal duc de Chaulnes, fait restaurer le château de Magny, qu'elle finit par faire presque complètement reconstruire de 1671 à 1674 par l'architecte Jules Hardouin-Mansart. Elle y reçoit plusieurs fois Louis XIV et la cour et y meurt en 1681. Edifié en brique et pierre sur un terre-plein maçonné entouré de fossés, le château s'insérait alors dans un vaste parc dessiné à la française. Mis en vente après la mort de son fils, Charles d'Albert d'Ailly, 3e duc de Chaulnes, le domaine est acheté en 1699 par Louis de Guiscard, gentilhomme originaire du Quercy, qui donne son nom à la terre de Magny. Dans les années 1770, le parc en est réaménagé à l'anglaise par le paysagiste Jean-Marie Morel, pour son descendant, Louis Marie d'Aumont, duc d'Aumont, avec étangs, îlots, pavillons. Les fossés sont comblés.
Sur la carte de Cassini, ce parc est représenté en deux parties.

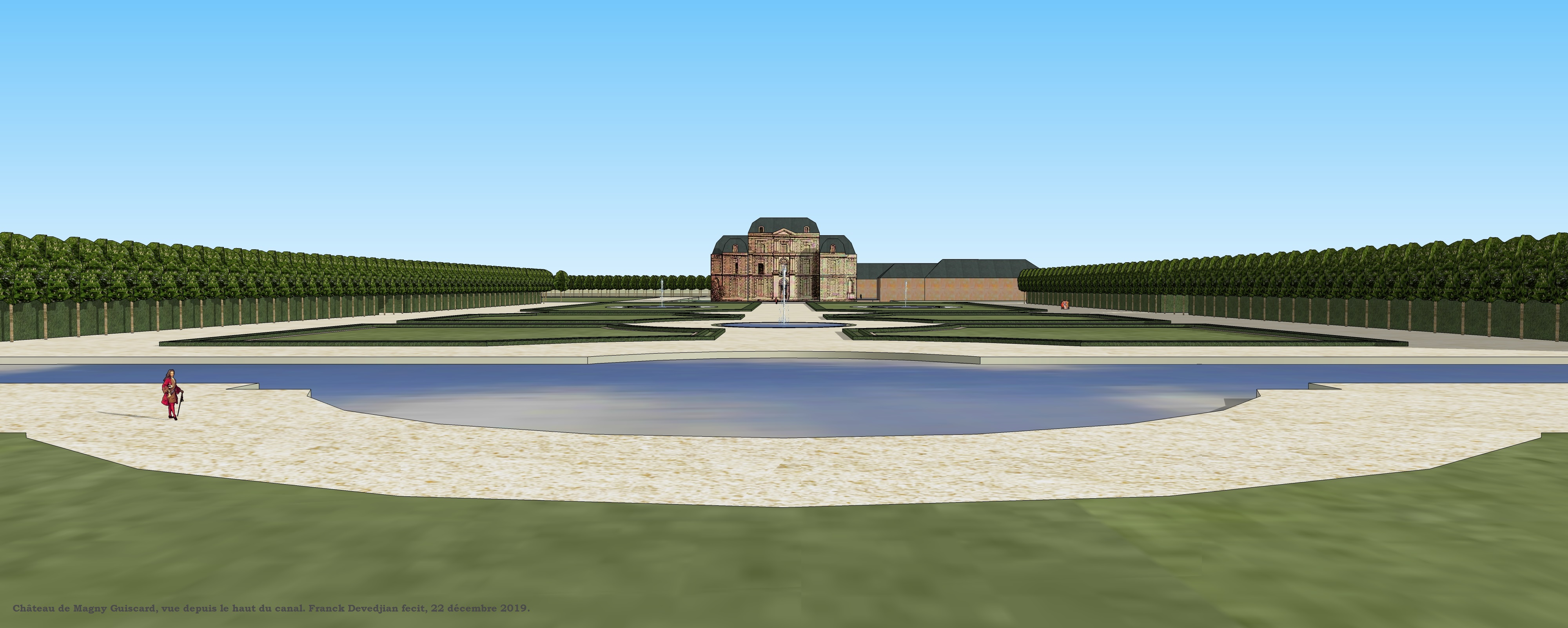
Vue restituée de la grande perspective du château de Magny Guiscard de l'autre côté du canal, fin du XVIIe siècle.
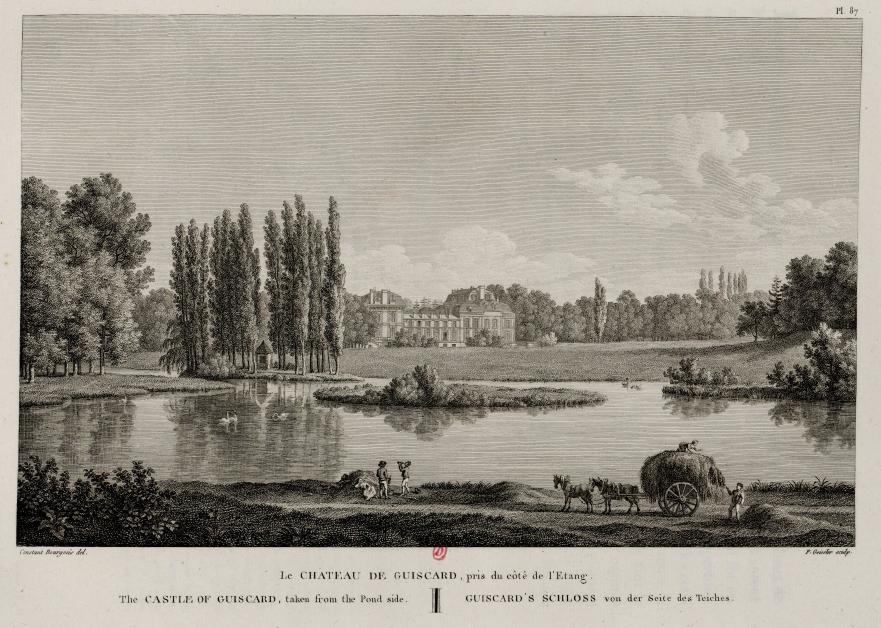
Gravure du château de Guiscard et son parc au début du  XIXe siècle (tirée de l'ouvrage d'Alexandre de Laborde, Description des nouveaux jardins de la France, Paris, 1808)..

### Époque contemporaine
Acquis aux idées révolutionnaires, le duc d'Aumont parvient à conserver son domaine de Guiscard, où il meurt en 1799, juste après l'avoir vendu à son beau-fils. Sa fille, la duchesse de Valentinois, rachète le domaine de Guiscard mais n'y habite pas et le revend en 1823 au baron Émile Oberkampf, député et propriétaire de la  manufacture éponyme qui fabriquait les toiles de Jouy. Celui-ci restaure la propriété et procède à des embellissements, mais le château est endommagé par un incendie en 1826. En 1831, les Oberkampf revendent la propriété, qui est démembrée. A nouveau vendu en 1851, le château est démoli aux deux tiers, les étangs sont asséchés, le parc défriché, et les terres mises en culture,.
Au XXIe siècle, il subsiste du château l'ancienne aile Nord-Ouest avec sa galerie à arcades, ainsi qu'une partie des dépendances,.
En 1850, la commune est propriétaire d'une école, d'une sablonnière, de deux argilières, d'une marnière ainsi que de quarante hectares de terre. A cette époque, on trouve sur le territoire communal cinq moulins à vent, une fabrique d'acide sulfurique (la vitriolerie), deux fours à chaux, deux tuileries. Une partie de la population fabrique alors des mouchoirs de coton. Un relais de poste se trouve sur la route de Paris à Saint-Quentin (qui deviendra plus tard la route nationale 32.
La commune est desservie, de 1895 à 1955, par un chemin de fer secondaire à voie métrique du réseau départemental de l'Oise, le chemin de fer de Noyon à Ham. L'ancienne gare et le café de la gare tout proche sont devenus des habitations.

Le chemin de fer
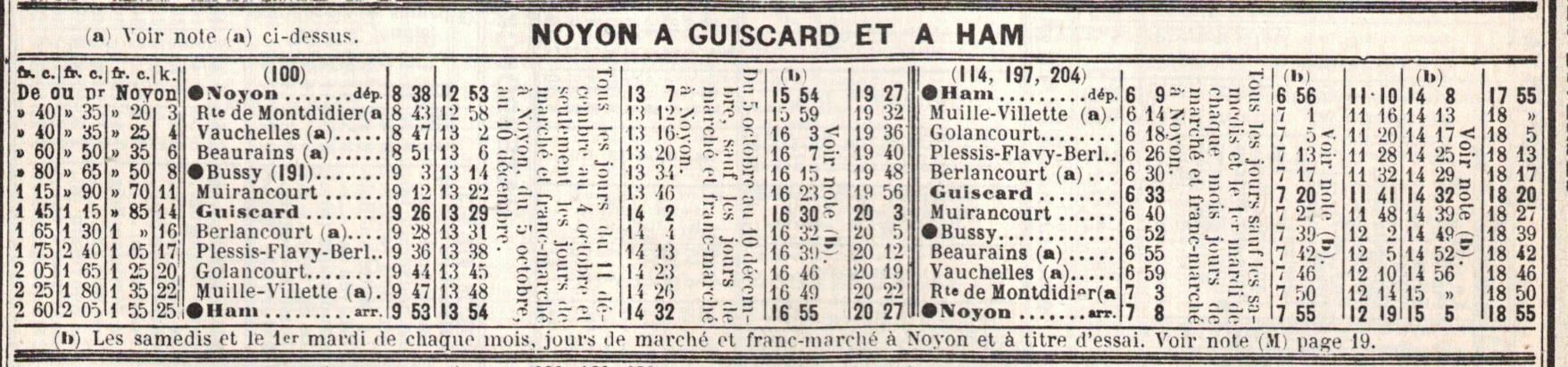
Horaires de la ligne en mai 1914
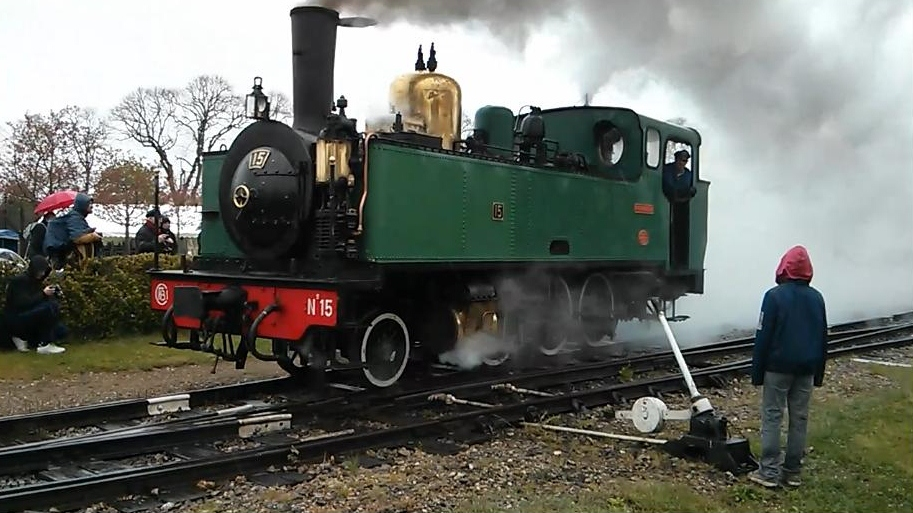
Locomotive qui a circulé sur la ligne, restaurée par le CFBS

Guiscard au tout début du XXe siècle
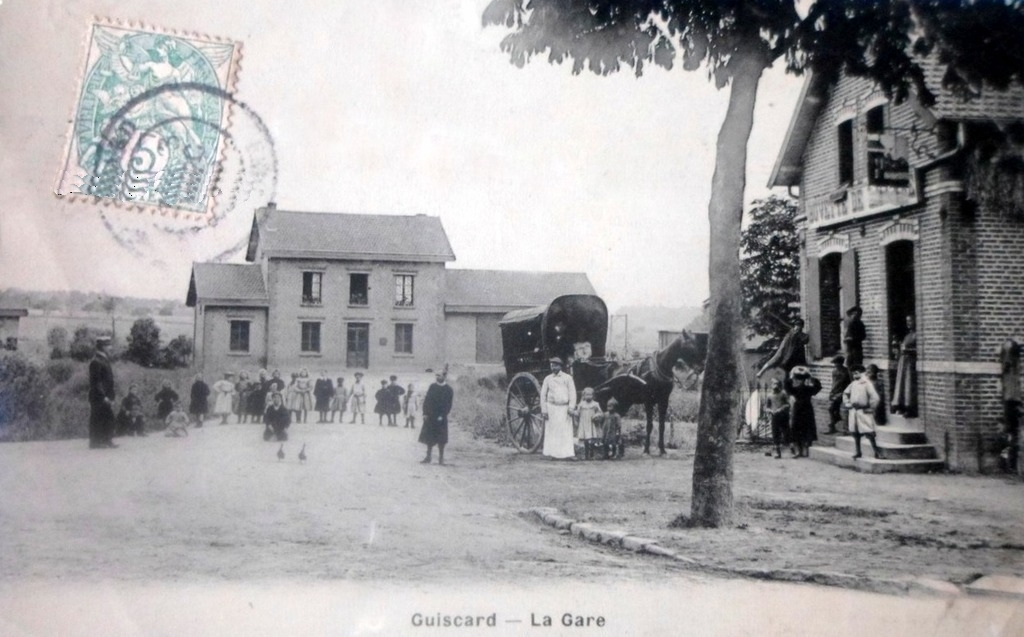
La gare en 1910.
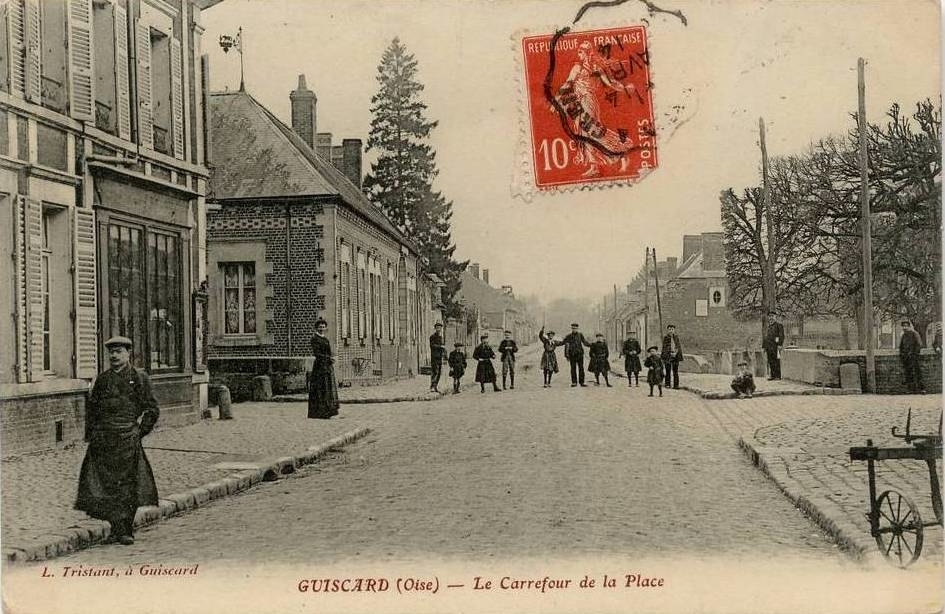
Le carrefour de la place en 1914.
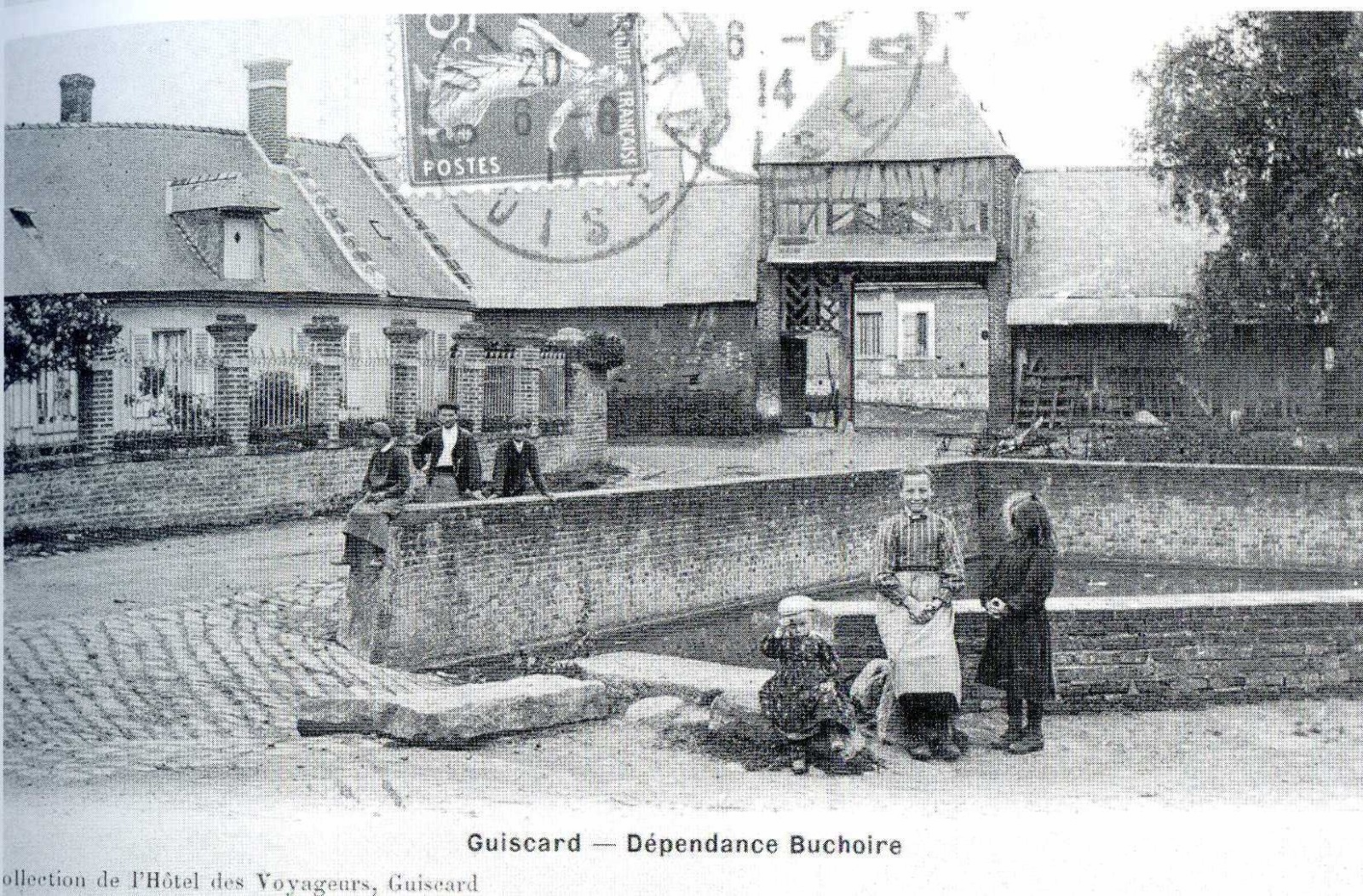
Ferme du hameau de Buchoire en 1914.
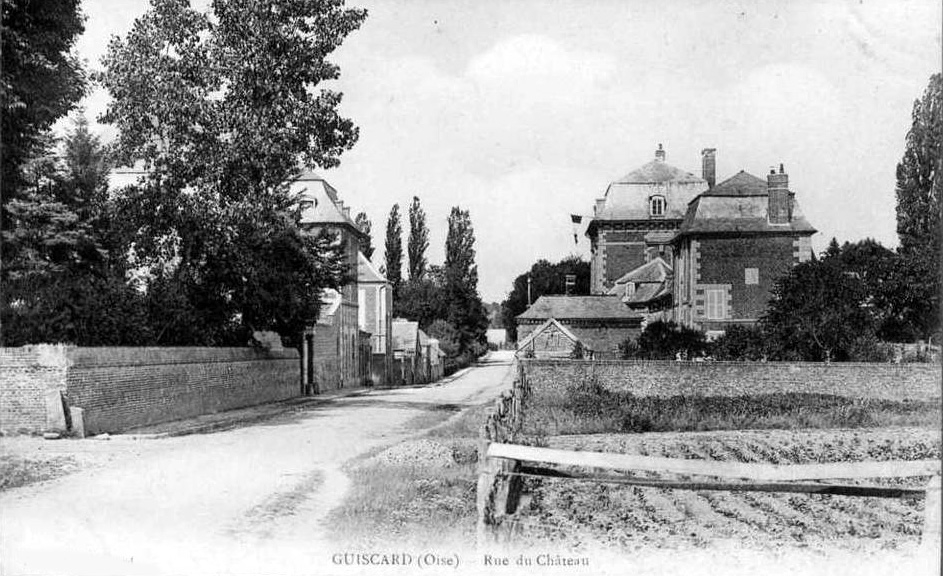
La rue du château vers 1910.
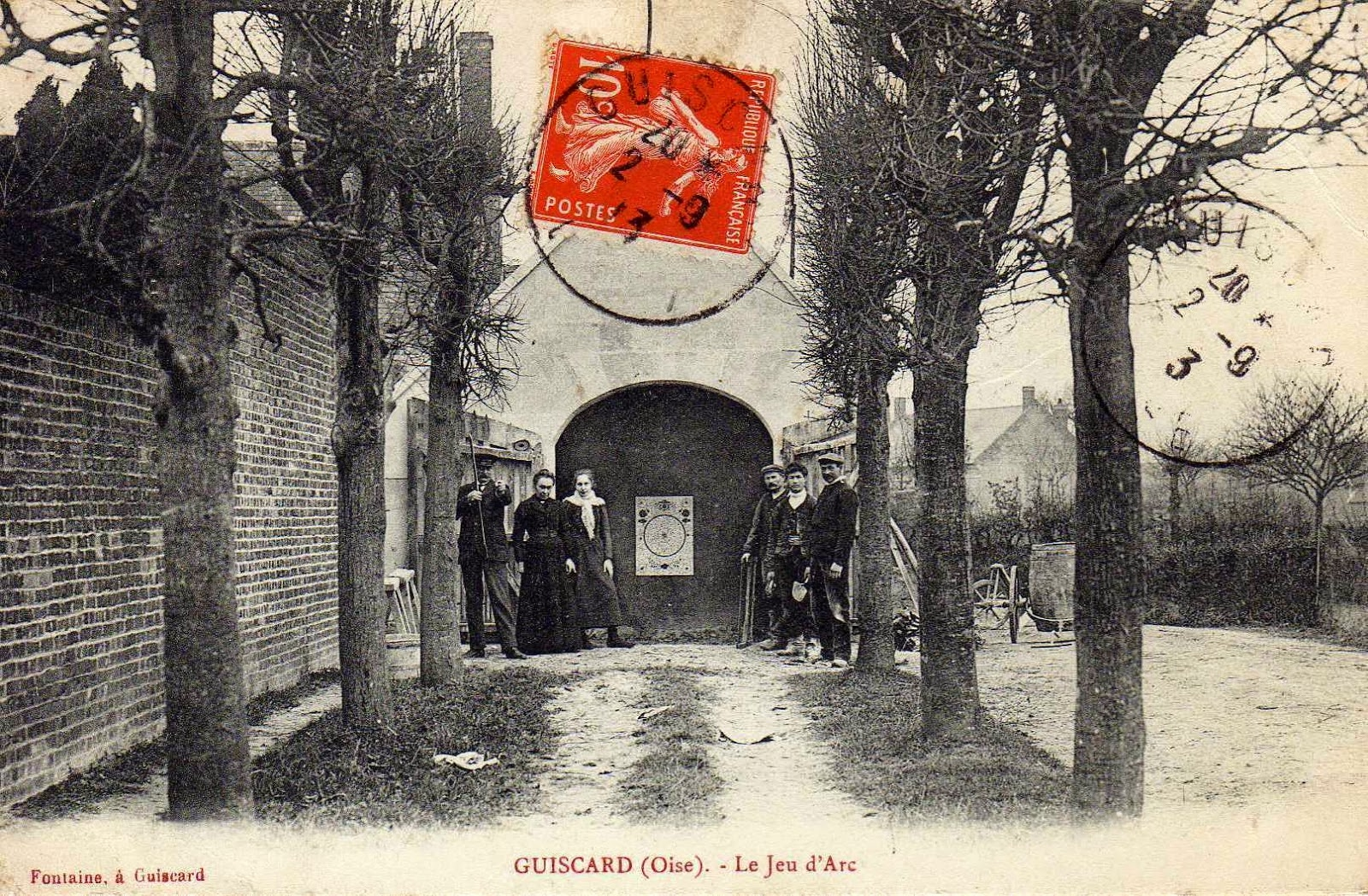
Le jeu d'arc vers 1903.
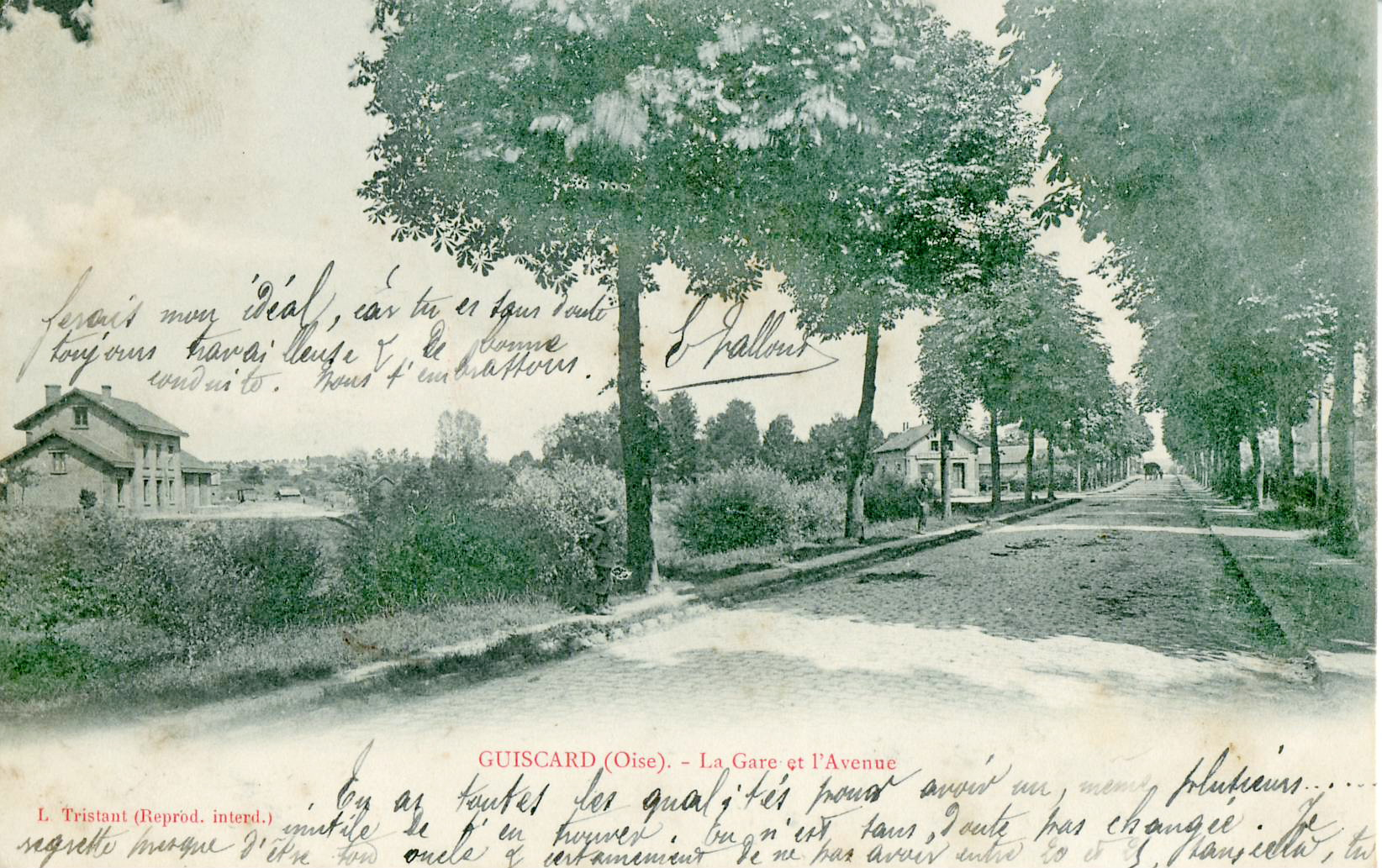
La gare du chemin de fer départemental et l'Avenue.

#### Première Guerre mondiale
Dès le début du mois de septembre 1914, Guiscard, comme toute la région, est occupé par l'armée allemande et reste loin du front qui se stabilise à une trentaine de kilomètres au sud-ouest vers Lassigny et Ribécourt-Dreslincourt jusqu'au début de 1917. Pendant 30 mois les habitants vivent sous le joug des occupants qui réquisitionnent des pièces dans les habitations, le matériel, la nourriture et obligent hommes et femmes à travailler dans les champs pour nourrir les soldats du front. En février 1917, lors du retrait des Allemands sur la ligne Hindenburg, le village est évacué par l'ennemi, la gare est détruite. Le secteur passe sous contrôle allié et sera de nouveau repris par l'ennemi lors de l'offensive du printemps de mars 1918. C'est au cours de cette période que les bombardements feront de nombreux  dégâts aux habitations. Ce n'est que début octobre 1918 que le secteur sera définitivement repris.

Guiscard, de la Première Guerre mondiale à la Reconstruction
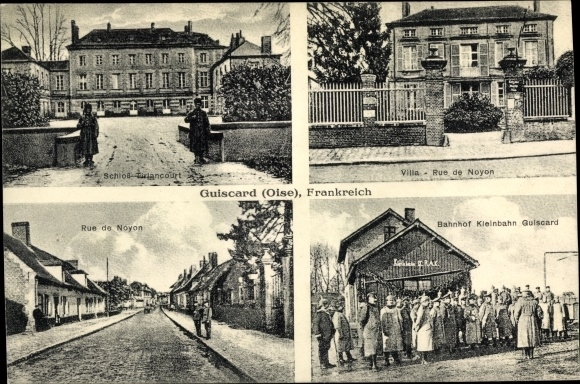
Carte postale allemande vers 1916.
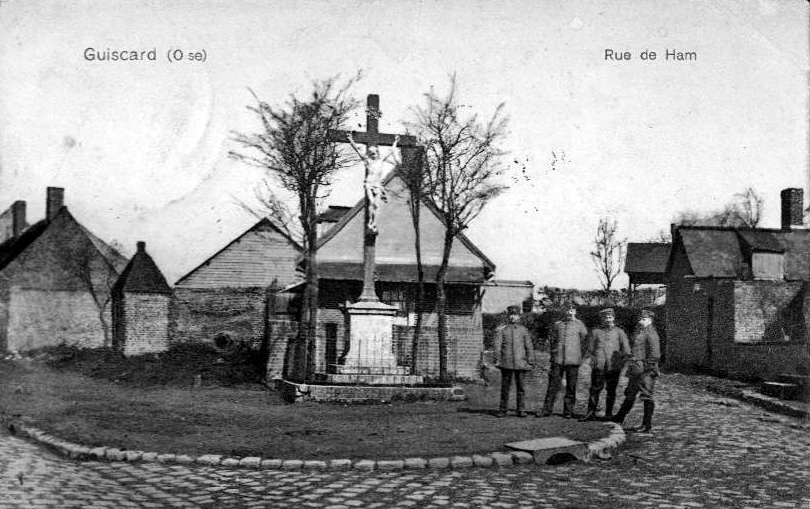
Carte postale allemande vers 1916.
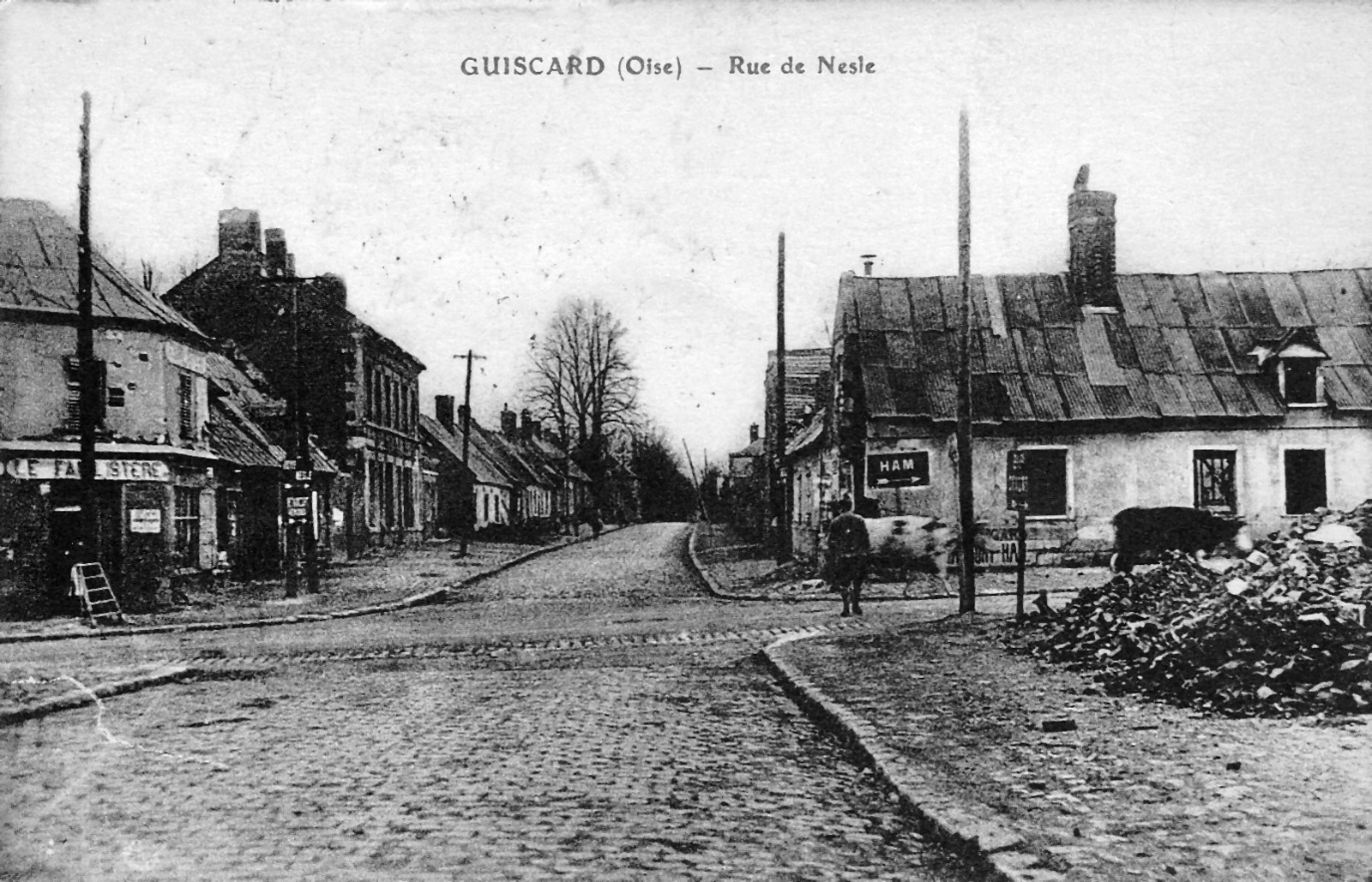
Les habitations de la rue de Nesles démolies en 1920.
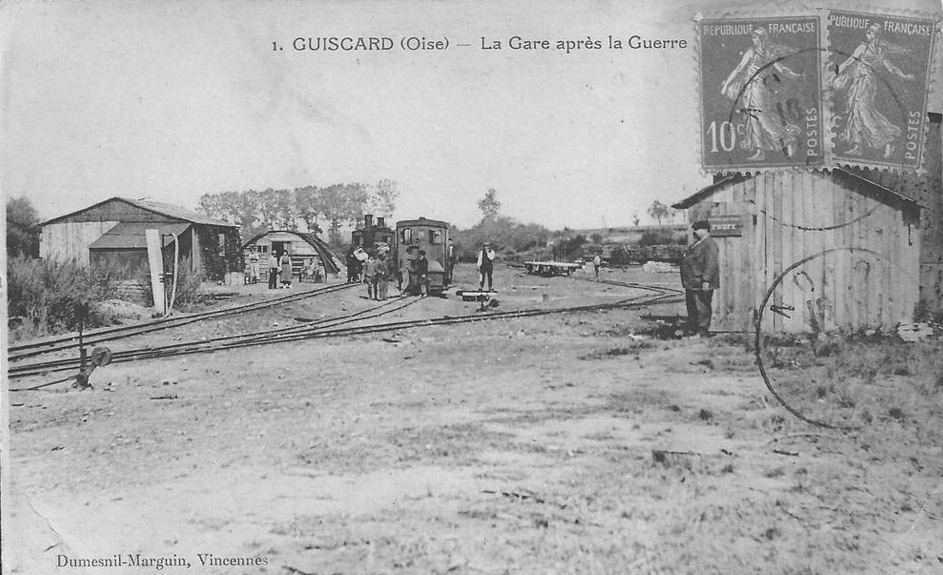
La gare en reconstruction vers 1920.
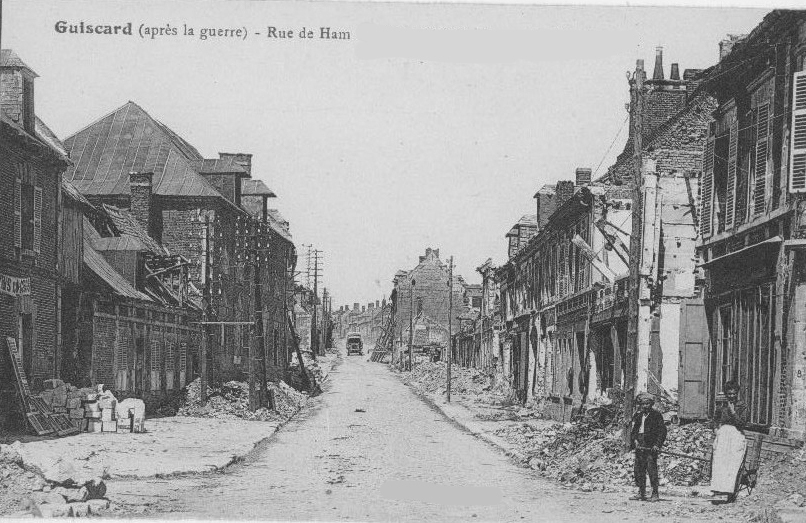
La rue de Ham vers 1920.
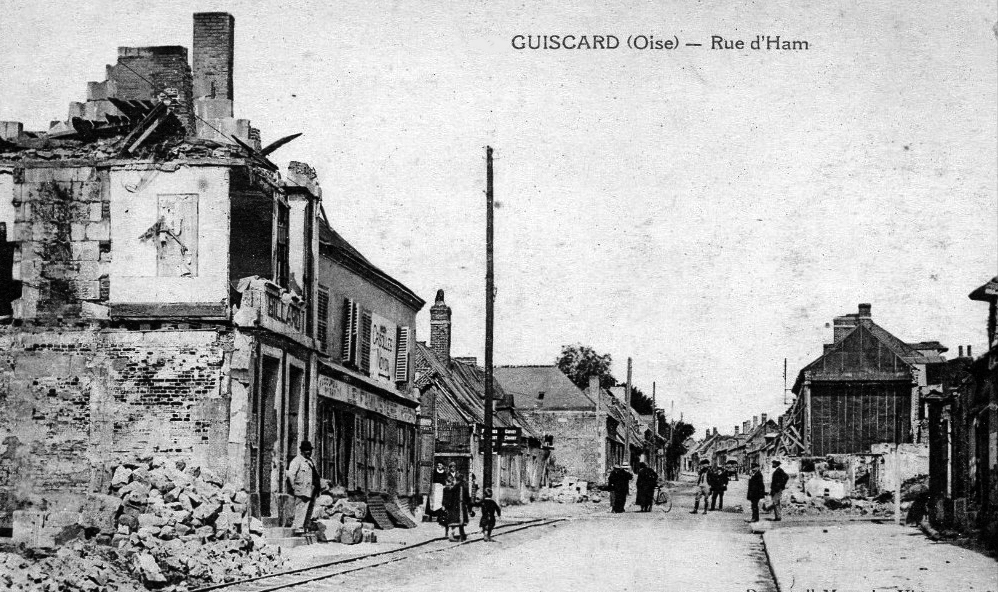
La rue de Ham vers 1920.
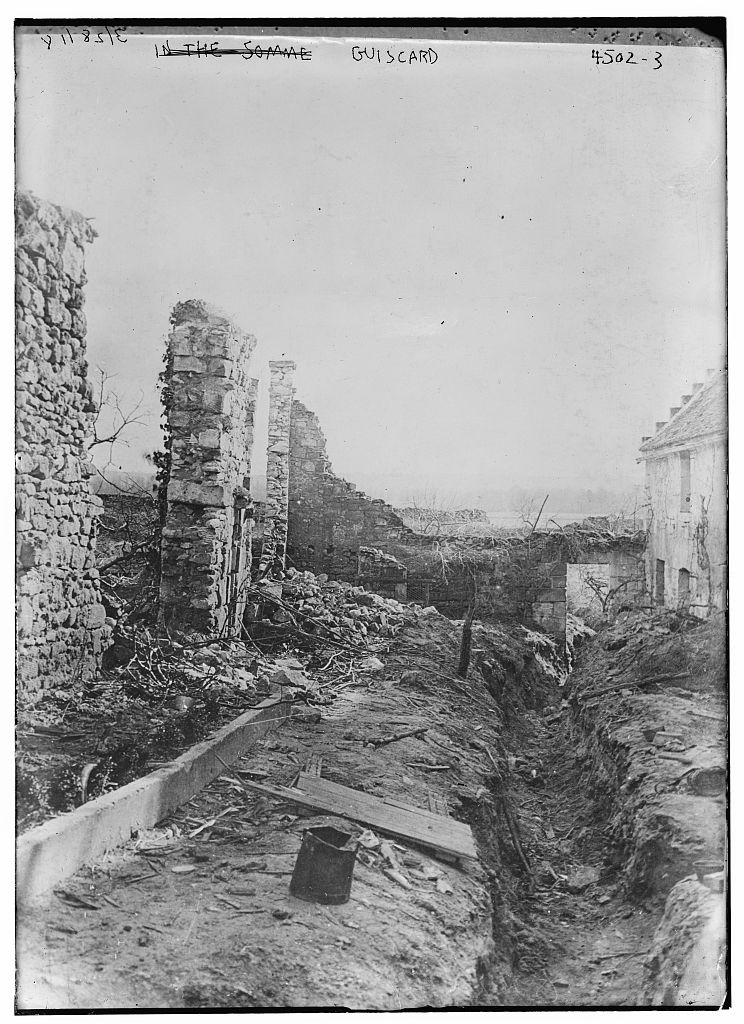
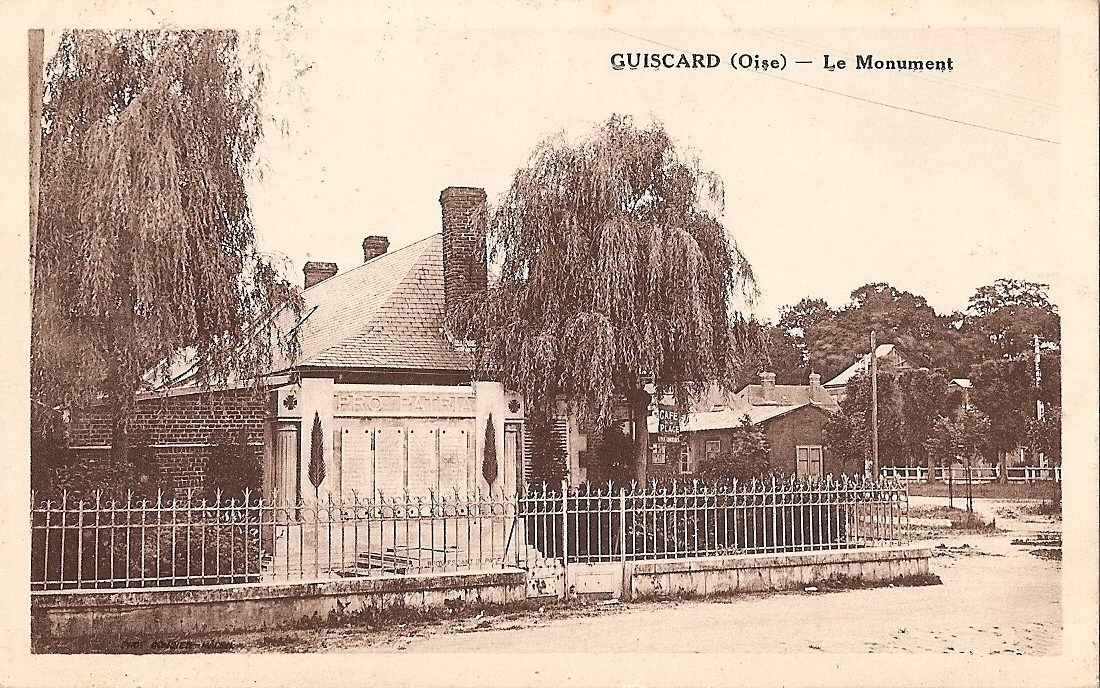
Le monument aux morts vers 1925.

## Politique et administration

### Rattachements administratifs et électoraux

#### Rattachements administratifs
La commune se trouve dans l'arrondissement de Compiègne du département de l'Oise.
Elle était depuis 1793 le chef-lieu du canton de Guiscard. Dans le cadre du redécoupage cantonal de 2014 en France, cette circonscription administrative territoriale a disparu, et le canton n'est plus qu'une circonscription électorale.

#### Rattachements électoraux
Pour les élections départementales, la commune fait partie depuis 2014 du canton de Noyon
Pour l'élection des députés, elle fait partie de la sixième circonscription de l'Oise.

### Intercommunalité
Guiscard est membre de la communauté de communes du Pays Noyonnais, un établissement public de coopération intercommunale (EPCI) à fiscalité propre créé en 1994 et auquel la commune a transféré un certain nombre de ses compétences, dans les conditions déterminées par le code général des collectivités territoriales.

### Liste des maires
| Période                                  | Période                   | Identité                    | Étiquette             | Qualité |
| ---------------------------------------- | ------------------------- | --------------------------- | --------------------- | --- |
| Les données manquantes sont à compléter. |                           |                             |                       | |
|                                          |                           |                             |                       | |
|                                          |                           | Louis Charles Hubert        |                       | Propriétaire, Conseiller général de Guiscard (1848 → 1859) Officier de la Légion d'honneur |
|                                          |                           | Louis Charles Hubert (fils) |                       | Conseiller général de Guiscard (1859 → 1889) |
|                                          |                           |                             |                       | |
|                                          |                           |                             |                       | |
|                                          | 1869                      | Antoine Lefebvre            |                       | |
| 1870                                     | 1873                      | Charles Herbert             |                       | |
| 1873                                     | 1878                      | Louis Mansart (par intérim) |                       | |
| 1878                                     | 1882                      | Constant Soyer              |                       | |
| 1882                                     | 1889                      | Charles Herbert             |                       | |
| 1889                                     | 1899                      | François Lecus              |                       | |
| 1900                                     | 1903                      | Nicolas Lagneaux            |                       | |
| 1904                                     | 1913?                     | Paul Vilin                  |                       | Cultivateur |
|                                          |                           |                             |                       | |
| mars 1989                                | juin 2010                 | Jean-Louis Coqset,          | PS puis SE            | Principal de collège Conseiller général de Guiscard (1979 → 2004). Vice-président de la CC du Pays Noyonnais[Quand ?] Conseiller régional de Picardie[Quand ?] Démissionnaire                                                                 |
| juin 2010,                               | En cours (au 6 juin 2023) | Thibault Delavenne          | PRG, puis SE puis DVD | Agent de production à l'usine Yves Saint Laurent de Lassigny Conseiller général de Guiscard (2011 → 2015) Conseiller départemental de Noyon (2021 → ) Vice-président de la CC du Pays Noyonnais (2014 → 2020) Réélu pour le mandat 2020-2026, |

## Équipements et services publics

### France Services
Fin 2016, une Maison de services au public est aménagée dans les locaux du bureau de poste, et permet, depuis un ordinateur dédié, une imprimante et un scanner, permettent aux usagers d'effectuer leurs télé-procédures en libre-service et en toute autonomie avec la CPAM, MSA ou Carsat, mais pas la CAF.

### Enseignement
Les enfants de la commune sont scolarisés dans un groupe scolaire primaire et maternel, qui compte, pour l'année scolaire 2022-2023, douze classes, dont une est menacée de fermeture pour la rentrée 2023.
Ils poursuivent leurs études avec ceux de communes avoisinantes au collège Constant-Bourgeois de Guiscard, qui, en 2021-2022, accueille 318 élèves répartis en 14 classes.

### Santé
Une maison de santé pluridisciplinaire portée par l'intercommunalité a été créée en 2014. Accueillant en 2023 deux médecins généralistes ainsi que neuf autres praticiens libéraux, cette structure doit être agrandie en 2024 afin de comprendre également deux bureaux pour les médecins généralistes, un autre destiné à une sage-femme, une salle de soins commune, un espace d'attente et une chambre avec service,.

### Équipements culturels
Une médiathèque a ouvert fin 2016 dans l'espace culturel du Chauffour, avec le soutien de la médiathèque départementale de l'Oise, qui a notamment fourni l'essentiel du fonds de livres,.

### Justice, sécurité, secours et défense
La sécurité publique est assurée dans le bourg par la communauté de brigades de gendarmerie du Noyonnais, implantée à Noyon et à Guiscard,.
Le centre de secours des sapeurs pompiers de Guiscard, regroupé en 2009 avec celui de Noyon, compte (en 2023) 18 sapeurs-pompiers professionnels et les 101 volontaires. La caserne de Guiscard a effectué 500 interventions en 2022.

## Population et société

### Démographie

#### Évolution démographique
L'évolution du nombre d'habitants est connue à travers les recensements de la population effectués dans la commune depuis 1793. Pour les communes de moins de 10 000 habitants, une enquête de recensement portant sur toute la population est réalisée tous les cinq ans, les populations de référence des années intermédiaires étant quant à elles estimées par interpolation ou extrapolation. Pour la commune, le premier recensement exhaustif entrant dans le cadre du nouveau dispositif a été réalisé en 2007.

En 2022, la commune comptait 1 763 habitants, en évolution de −2,06 % par rapport à 2016 (Oise : +0,87 %, France hors Mayotte : +2,11 %).
| 1793  | 1800  | 1806  | 1821  | 1831  | 1836  | 1841  | 1846  | 1851  |
| ----- | ----- | ----- | ----- | ----- | ----- | ----- | ----- | ----- |
| 1 159 | 1 287 | 1 288 | 1 354 | 1 580 | 1 650 | 1 575 | 1 584 | 1 614 |

| 1856  | 1861  | 1866  | 1872  | 1876  | 1881  | 1886  | 1891  | 1896  |
| ----- | ----- | ----- | ----- | ----- | ----- | ----- | ----- | ----- |
| 1 554 | 1 607 | 1 658 | 1 578 | 1 564 | 1 454 | 1 390 | 1 449 | 1 413 |

| 1901  | 1906  | 1911  | 1921  | 1926  | 1931  | 1936  | 1946  | 1954  |
| ----- | ----- | ----- | ----- | ----- | ----- | ----- | ----- | ----- |
| 1 388 | 1 425 | 1 290 | 1 189 | 1 157 | 1 076 | 1 059 | 1 031 | 1 103 |

| 1962  | 1968  | 1975  | 1982  | 1990  | 1999  | 2006  | 2007  | 2012  |
| ----- | ----- | ----- | ----- | ----- | ----- | ----- | ----- | ----- |
| 1 135 | 1 343 | 1 518 | 1 504 | 1 571 | 1 720 | 1 894 | 1 918 | 1 802 |

| 2017  | 2022  | - | - | - | - | - | - | - |
| ----- | ----- | - | - | - | - | - | - | - |
| 1 803 | 1 763 | - | - | - | - | - | - | - |

#### Pyramide des âges
La population de la commune est relativement jeune.
En 2018, le taux de personnes d'un âge inférieur à 30 ans s'élève à 38,4 %, soit au-dessus de la moyenne départementale (37,3 %). À l'inverse, le taux de personnes d'âge supérieur à 60 ans est de 26,3 % la même année, alors qu'il est de 22,8 % au niveau départemental.
En 2018, la commune comptait 863 hommes pour 941 femmes, soit un taux de 52,16 % de femmes, légèrement supérieur au taux départemental (51,11 %).
Les pyramides des âges de la commune et du département s'établissent comme suit.
| Hommes | Classe d’âge | Femmes |
| ------ | ------------ | ------ |
| 0,6    | 90 ou +      | 3,1    |
| 6,5    | 75-89 ans    | 11,1   |
| 15,4   | 60-74 ans    | 15,6   |
| 18,2   | 45-59 ans    | 18,4   |
| 17,7   | 30-44 ans    | 16,3   |
| 18,1   | 15-29 ans    | 15,6   |
| 23,5   | 0-14 ans     | 19,8   |

| Hommes | Classe d’âge | Femmes |
| ------ | ------------ | ------ |
| 0,5    | 90 ou +      | 1,4    |
| 5,5    | 75-89 ans    | 7,6    |
| 15,6   | 60-74 ans    | 16,3   |
| 20,8   | 45-59 ans    | 20     |
| 19,4   | 30-44 ans    | 19,4   |
| 17,6   | 15-29 ans    | 16,2   |
| 20,6   | 0-14 ans     | 19,1   |

### Sports et loisirs
Le club de Football de Guiscard La jeunesse sportive de Guiscard (J.S.G) compte plus de 130 licenciés sur la saison 2011/2012.
L'équipe Première évolue en seconde division du district de l'Oise. L'équipe Réserve évolue en quatrième division. Le club dispose de catégories de jeunes : U18, U15, U13, U11, ainsi que le foot animation.
Il existe l'Association du Tennis club de Guiscard (ATCG) depuis septembre 2008, dont le terrain se situe à Guiscard même.
Le Handball club de Guiscard (HBC), créé en 1982, compte en 2023 87 licenciés. Son équipe seniors a été championne de l'Oise en 2016,.

### Cultes
Pour le culte catholique, la paroisse Notre-Dame-de-l'Espérance du Noyonnais rayonne depuis 2020 sur le territoire de 83 communes, dont Guiscard.

## Culture locale et patrimoine

### Lieux et monuments
- Église Saint-Quentin, située à la limite de l'ancien parc du château, et qui remonte aux XIIe et XVIe siècles.
La nef, de plan basilical, est la partie la plus ancienne de cette église et compte aujourd'hui quatre travées, dont les bas-côtés ont été refaits en 1919. Le transept date lui du XVIe siècle et comprend une voûte d'ogives à liernes et tiercerons. Le bras nord est éclairé par des fenêtres en arc brisé à réseau flamboyant, tandis que celui du sud comporte des fenêtres en plein cintre sans réseau.
Vingt-deux panneaux en chêne sculpté de provenance inconnue et datant du début du  XVIIe siècle ont été remontés dans le transept. Ils représentent notamment le Christ et les apôtres. L'église est ornée de vitraux des XIXe et XXe siècles, comprenant notamment une œuvre de 1932 du maître-verrier Ch. Champigneulle, le martyr de saint Quentin[32].

- Site de l'ancien château de Guiscard, détruit au milieu du XIXe siècle. Il en subsiste une aile et une partie des dépendances[75].
- Chapelle funéraire de la famille de Berny dans le cimetière, construite en 1932 par l'architecte amiénois Pierre Ansart, et représentative de l'art funéraire de l'entre-deux-guerres[76]
- Musée Ferme de la Patte d'Oie, situé au village de Plessis-Patte-d'Oie et reconstituant une exploitation agricole du début du XXe siècle, une classe d'école de 1950 et une maison noyonnaise de la Belle Epoque (Écomusée traditions rurales et métiers d'antan), fermé depuis fin 2021 sur l'injonction de la mairie, propriétaire des locaux[77],[78].

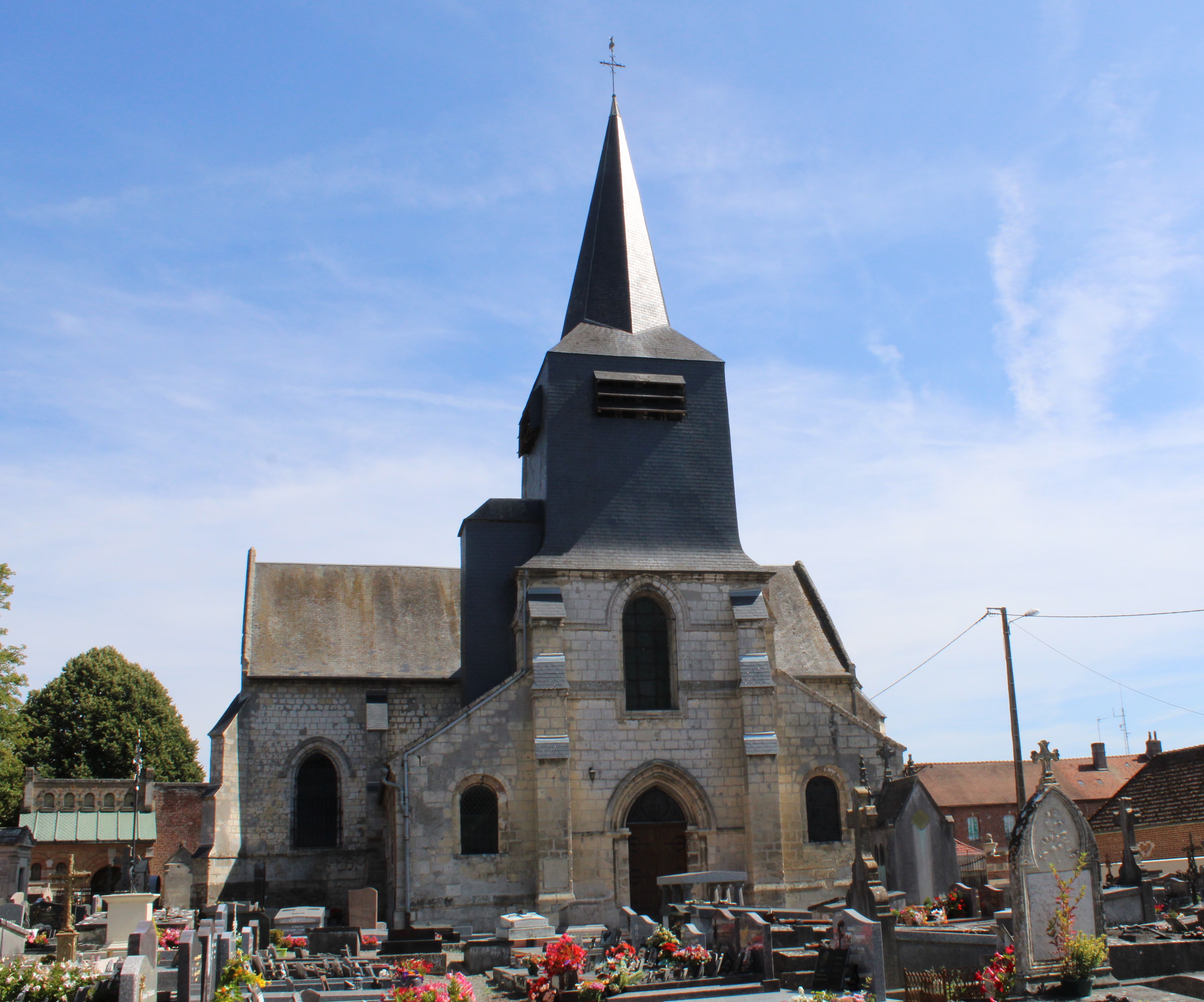
L'église.
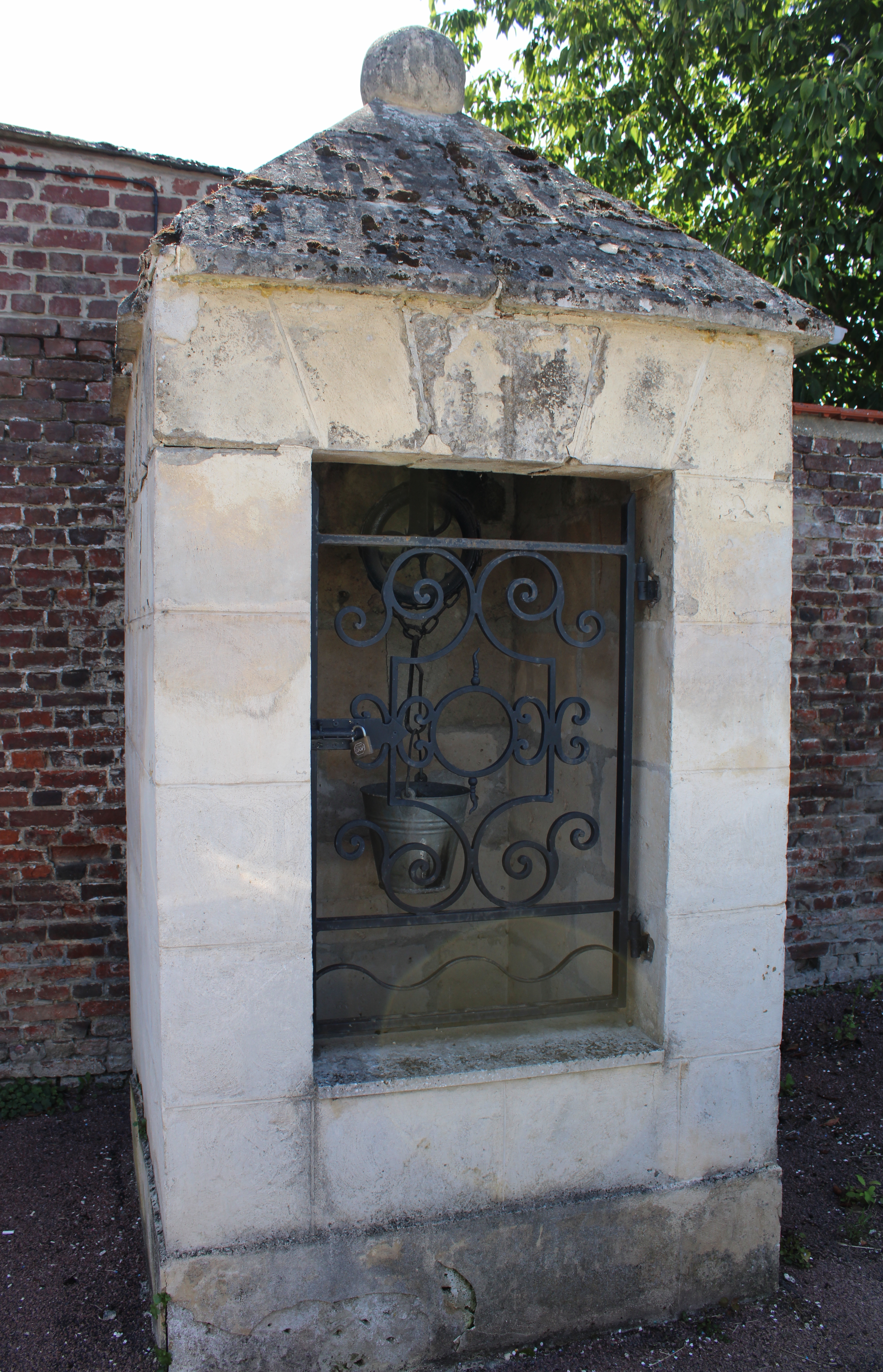
Vieux puits public près de la mairie.
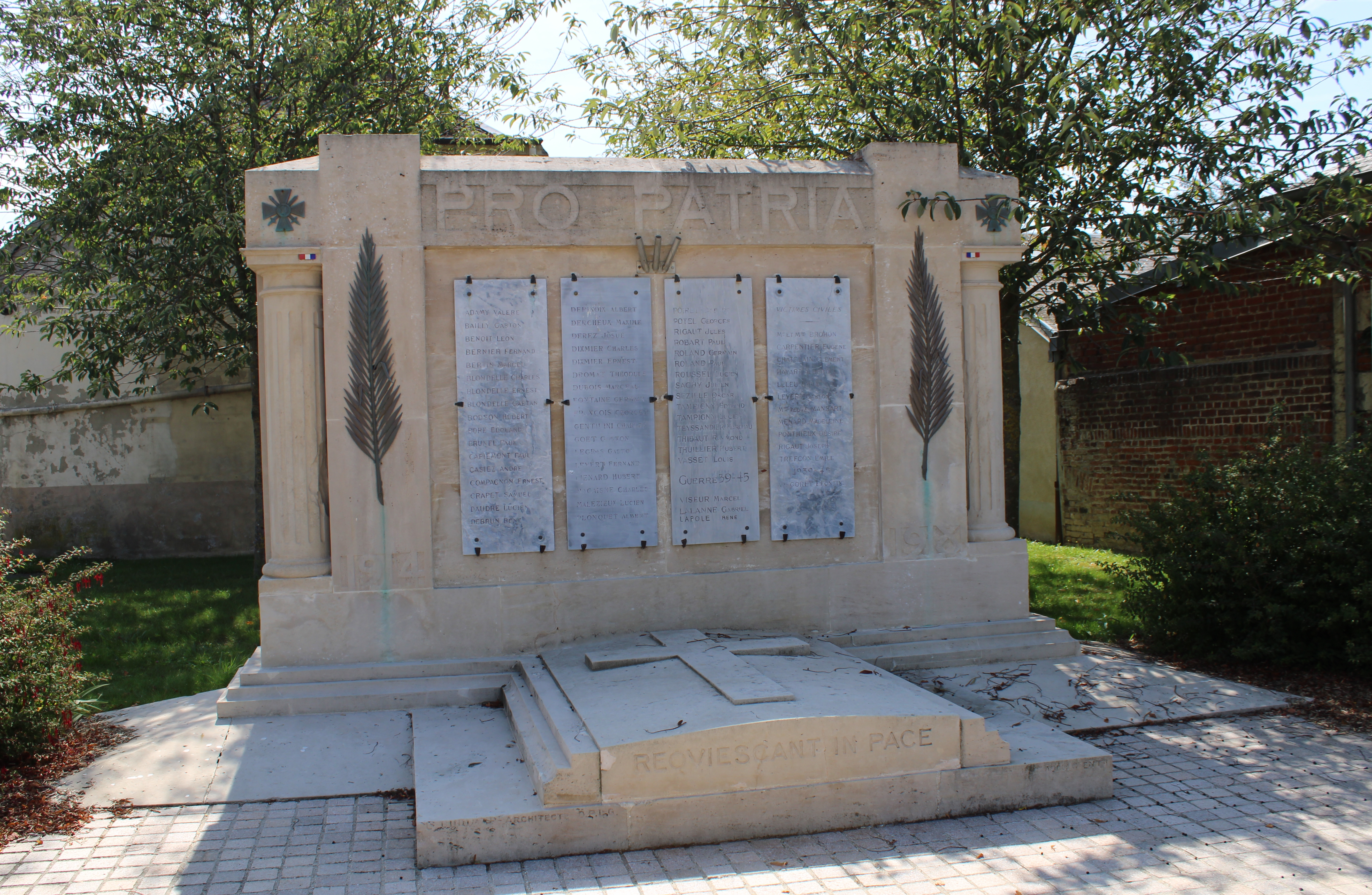
Le monument aux morts.
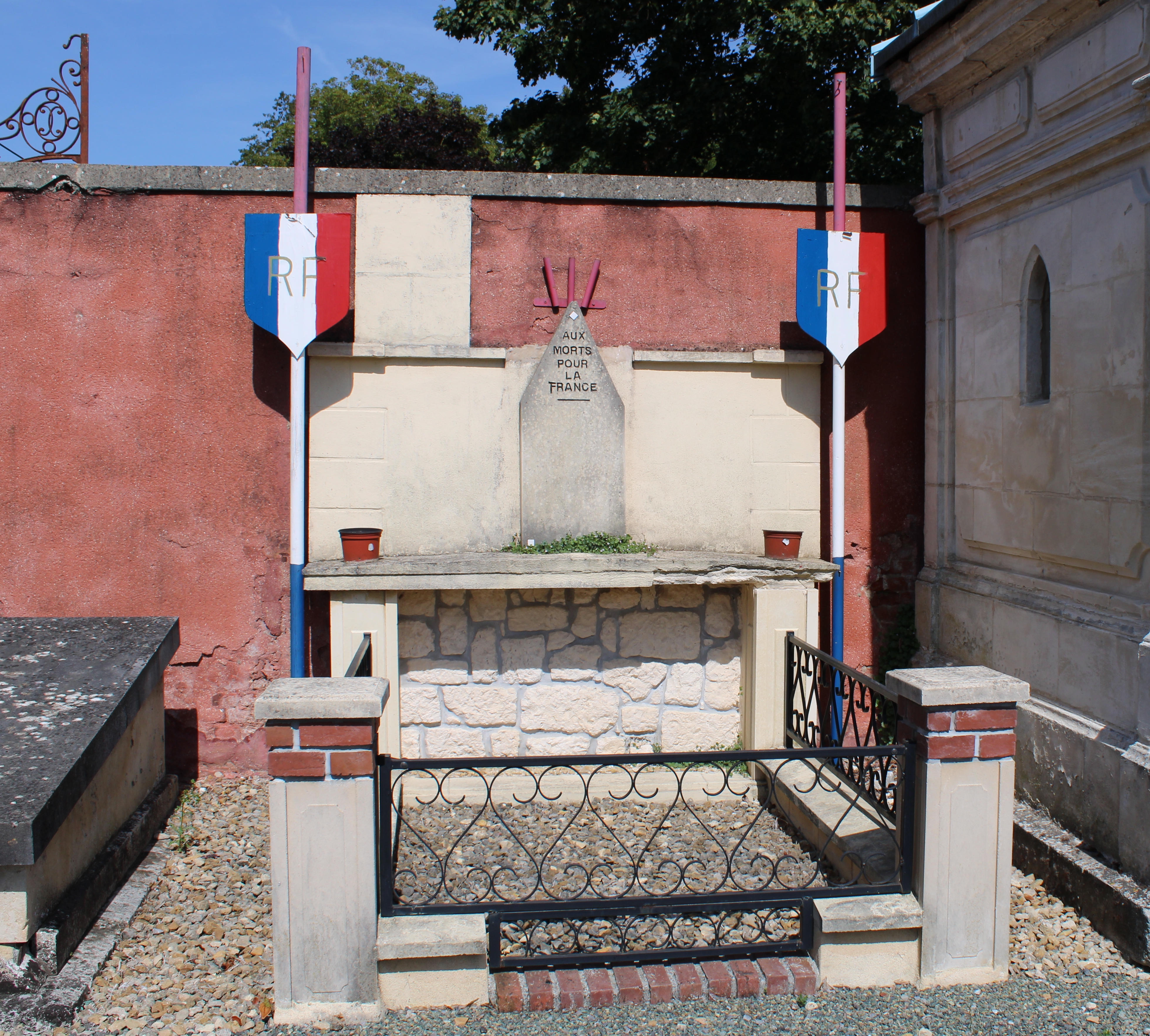
Le monument aux morts du cimetière.
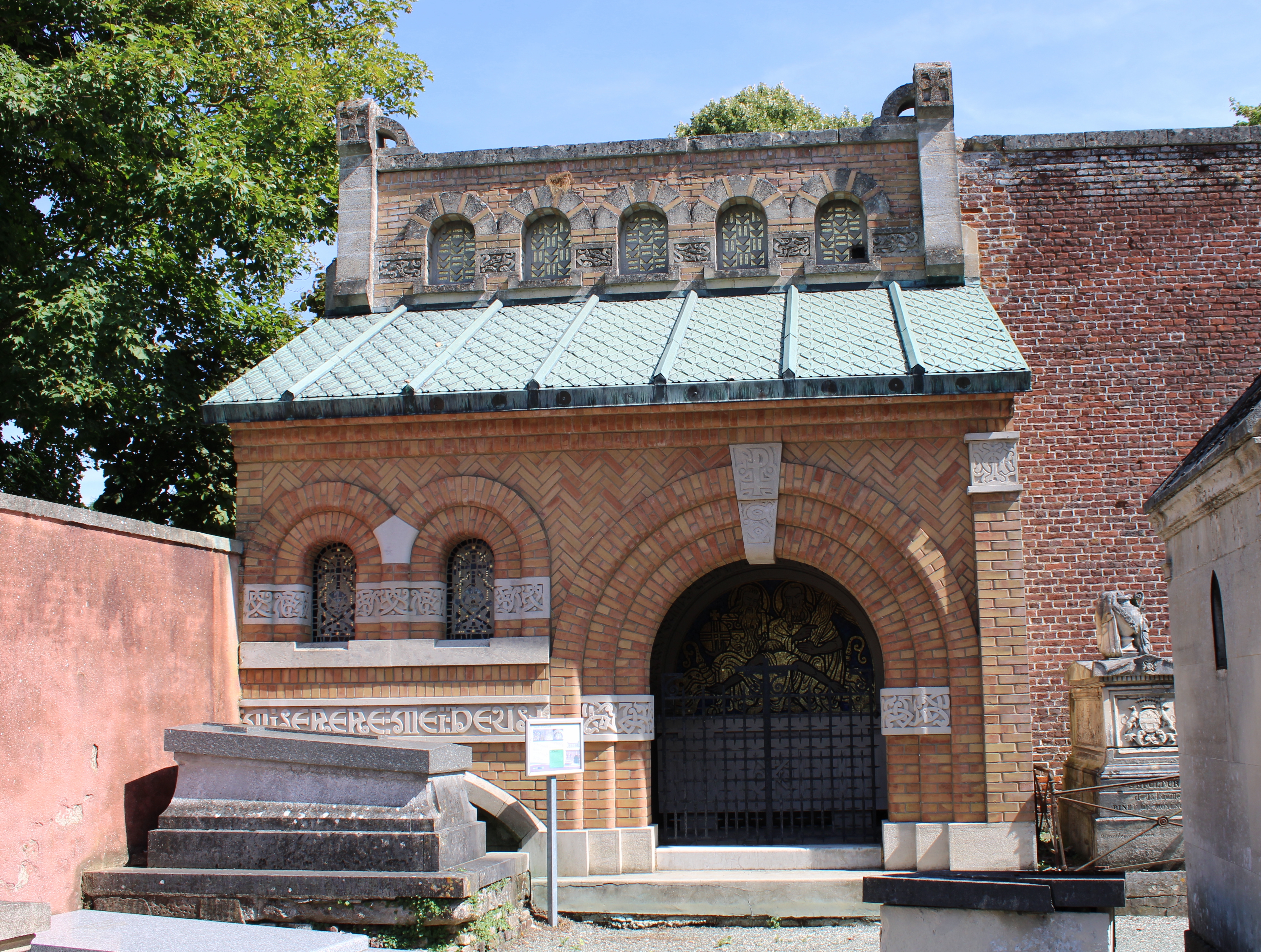
La chapelle de la famille de Berny dans le cimetière communal.
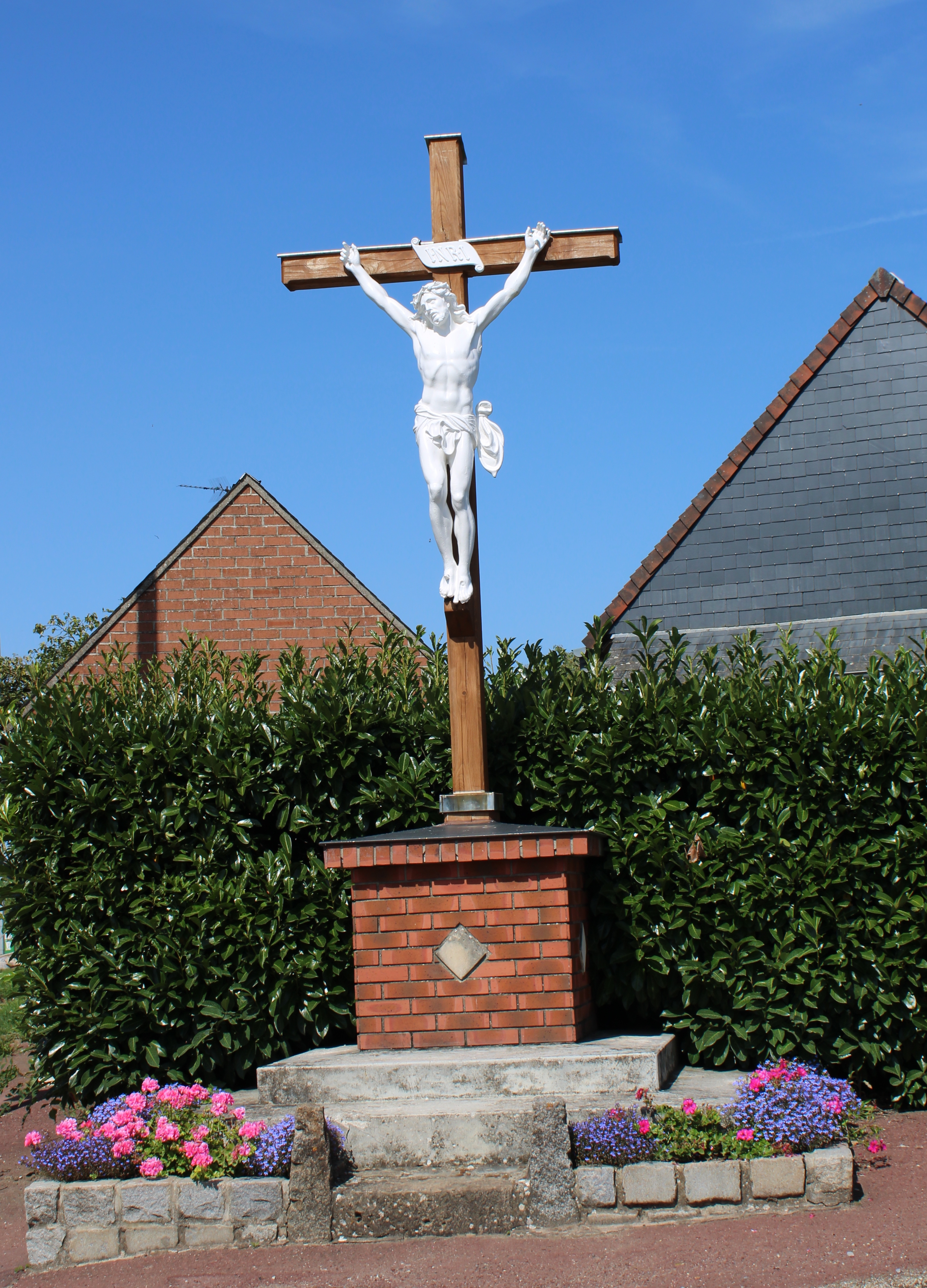
Le calvaire.

### Personnalités liées à la commune
- Louis Marie d'Aumont, duc d'Aumont (1732-1799) officier général, mort au château de Guiscard, dont il fit redessiner les jardins à l'anglaise par l'architecte paysagiste Jean-Marie Morel[79] ;
- Charles Poitevin de Maissemy (1742-1830), baron de Maissemy, magistrat et préfet, né à Guiscard.
- Louise d'Aumont (1759-1826), fille du précédent et héritière du château de Guiscard, épouse du prince Honoré IV de Monaco ;
- Constant Bourgeois (1767-1841), né à Guiscard, peintre, lithographe, dessinateur et graveur. Son nom est d'ailleurs donné au collège public de Guiscard : le collège Constant-Bourgeois (ouvert en 1998).
- Vincent Martel Deconchy (1768-1823), né à Guiscard, général des armées de la République et de l'Empire.
- L'actuel prince de Monaco, Albert II, porte parmi ses nombreux titres celui de marquis de Guiscard[80].

### Héraldique
| Blason de Guiscard | Blason  | D'argent à la bande de gueules accompagnée en chef senestre de la lettre G du même. |
| Blason de Guiscard | Détails | Le statut officiel du blason reste à déterminer.                                    |

## Pour approfondir